# Kazimierz Biskupi
Kazimierz Biskupi (do 1922 Kazimierz) – wieś (dawniej miasto) w Polsce, położona w województwie wielkopolskim, w powiecie konińskim, w gminie Kazimierz Biskupi nad Strugą Biskupią.
Kazimierz uzyskał lokację miejską w 1287, a prawa miejskie utracił w 1870. W latach 1975–1998 miejscowość administracyjnie należała do województwa konińskiego.

## Historia

### Czasy najdawniejsze i średniowiecze
Prawdopodobnie miejscowość została założona w 1. połowie XII wieku, a jej nazwa pochodzi od księcia Kazimierza Sprawiedliwego, który ufundował w niej pierwszy romański kościół. Jednak już we wcześniejszych wiekach tereny Kazimierza Biskupiego były zamieszkiwane przez ludność wywodzącą się z kultury łużyckiej (wskazuje na to m.in. znaleziony w latach 50, na lokalnym cmentarzysku, gliniany czerpak). Od imienia księcia Kazimierza miejscowość posiada pierwszy człon nazwy. Drugi człon nazwy: „Biskupi” wiąże się z rządami biskupów lubuskich, którzy od około 1180 roku byli właścicielami Kazimierza, co potwierdził w 1237 roku Henryk Brodaty. W późniejszych latach miasto było własnością szlachecką.
W nocy z 10 na 11 listopada 1003 roku w okolicach Kazimierza Biskupiego, w wyniku napadu rabunkowego, zostało zamordowanych Pięciu Braci Męczenników.
W 1287 biskup lubuski Konrad otrzymał od Przemysła II przywilej zezwalający na lokację w Kazimierzu miasta.
W 1370 roku Kazimierz III Wielki zezwolił biskupowi lubuskiemu – Piotrowi, na urządzanie cotygodniowych targów w Kazimierzu.
W 1405 roku w mieście funkcjonowały trzy młyny.
W czasie wojny trzynastoletniej Kazimierz wystawił 3 pieszych na odsiecz oblężonej polskiej załogi w zamku w Malborku.
W XV wieku w części miasta zwanej "Starostwo" wzniesiono dwór na kopcu z wałem ziemnym, fosą i palisadą, który był zamieszkiwany przez zarządców i późniejszych dzierżawców ("starostów") klucza wielkopolskich dóbr biskupów lubuskich (od około 1237 do 1504 roku Kazimierz stanowił centrum tego klucza). W XVI wieku dwór został przebudowany, a w 1690 roku rozebrany. Materiał budowlany z tego budynku przeznaczono na wzniesienie muru wokół cmentarza klasztornego.
W średniowieczu przez Kazimierz przechodził szlak handlowy, łączący Dolny Śląsk i Kalisz z grodami kujawskimi, a dalej na północy z Gdańskiem. Szlak ten miał bardzo starą tradycję. Prowadził on śladami dawnego szlaku bursztynowego.

### Nowożytność
W 1579 roku w Kazimierzu pracowało 12 rzemieślników, 2 rybaków, 5 szynkarzy i 2 przekupniów soli.
Od XVI do XVIII wieku miasto posiadało drewniany ratusz, który spłonął w 1729 roku. Prawdopodobnie nie został już nigdy później odbudowany.
Przed 1592 rokiem założono przy ówczesnym Kazimierzu drugie miasto, zwane Nowym Miastem (Nowym Miasteczkiem) lub Krystynowem (Chrystynowem). Swoją egzystencję, jako samodzielny pod względem ustrojowym, organizm miejski, Krystynowo zakończyło po 1682 lub w 1729 roku, ponieważ taryfa podatku pogłównego z 1717 roku nie notuje z niego żadnego dochodu. Z kolei z Kroniki Bernardyńskiej wynika, że po pożarze z 1729 roku Krystynowo nie zostało odbudowane. Formalna likwidacja odrębności ustrojowej tego miasta mogła zostać dokonana w 1798 roku, kiedy to Prusacy przeprowadzili na ziemiach II zaboru zorganizowaną unifikację starych i nowych miast.
W 1598 roku powstało, przy kościele klasztornym, Bractwo św. Anny. Niedługo później założono także Bractwo Żywego Różańca. W kolejnych dekadach powstały: Bractwo Najświętszej Panny Marii (1689) oraz Bractwo Pięciu Braci Męczenników (1724).
Od XVI do XVIII stulecia w Kazimierzu wybuchały częste epidemie i pożary, dotkliwie dające się we znaki mieszkańcom. Zarazy nawiedziły miasto w 1552, 1595, 1606, 1624–1625 (kilkaset ofiar, wśród których znalazł się prawie 90-letni proboszcz Łukasz), 1630–1632, 1656, 1664, 1710 (epidemia objęła wówczas tylko klasztor) i w 1712.
Na krótko przed 1608 rokiem spalił się kościół farny i prawdopodobnie również część domów przy Rynku. W 1613 roku pożar strawił zabudowania plebańskie i mieszkalne dla wikariuszy oraz prawdopodobnie naruszył też farę. Dwa lata później, w 1615 roku, wybuchł wielki pożar, który strawił 31 domów. W 1655 roku miasto zostało niemal doszczętnie zniszczone przez Szwedów. W 1689 roku zgorzały doszczętnie 24 domy oraz żydowska bożnica. 14 kwietnia 1697 roku spłonęły 4 domy. 15 marca 1705 roku zgorzało 20 gospodarstw wraz z oborami i chlewami oraz plebania.
W 1707 w Kazimierzu Biskupim z rozkazu króla Szwecji Karola XII wykonano karę śmierci przez łamanie kołem na inflanckim generale Janie Reinholdzie von Patkul. Egzekucję upamiętniał postawiony w miejscu egzekucji głaz "Patkul", przeniesiony w późniejszym czasie, dzięki kazimierskiemu społecznikowi - Romanowi Gałązce, na kazimierski Rynek. W miejscu stracenia wzniesiono również figurę św. Jana Nepomucena. W 1707 roku wojska szwedzkie zniszczyły, w dość dużym stopniu, kazimierską farę oraz 13 domów mieszczan.
W 1727 roku pożar strawił miejską synagogę. Niedługo potem, bo 30 maja 1729 roku, ogień zniszczył 30 domów mieszkalnych i gospodarskich, świątynię oraz zabudowania proboszczowskie. 23 kwietnia 1736 roku spaliły się 3 domy wraz z zabudowaniami gospodarskimi. 7 kwietnia 1766 roku pożar strawił 13 domów, oberżę, stodoły oraz 3 spichlerze.
Reformacja nie miała wśród ludności miasta znaczniejszego wpływu, gdyż do początków XVIII wieku nie było w miasteczku większego skupiska ani ludności protestanckiej, ani niemieckiej. W latach 1793–1794 żyło zaledwie 28 luteran (około 5 rodzin). Liczniejszą grupę wyznaniową i narodowościową od protestantów stanowili Żydzi, osiedlający się w Kazimierzu prawdopodobnie już od czasów średniowiecza. Społeczność żydowska wzrosła dopiero w drugiej połowie XVI wieku, wskutek migracji do Polski Żydów aszkenazyjskich, uchodzących przed prześladowaniami religijnymi z krajów Europy Zachodniej. W 1762 roku sąd ziemski kaliski nakazał społeczności żydowskiej opuścić Kazimierz, a synagogę golińską, do której należała ta wspólnota, ukarał grzywną 2000 tynfów. Wyrok zapadł w następstwie kradzieży, do której dopuściło się kilku Żydów ograbiając w 1758 roku lokalny kościół parafialny z kielichów, monstrancji i innych posrebrzanych sprzętów. Pomimo tego wyroku w późniejszych latach Kazimierz nadal zamieszkiwała mała wspólnota żydowska. W latach 1791–1794 liczyła 62 osoby. W kolejnych dekadach liczba Żydów w Kazimierzu zmniejszała się. W 1909 roku było już tylko 31 osób ze społeczności żydowskiej. Ponoć w 1902 roku miał jeszcze istnieć budynek synagogi. W tym samym roku liczba żydowskich krawców wynosiła 12.
Mieszkańcy Kazimierza, zarówno obywatele, jak i ludność nie mająca prawa miejskiego, nie byli w XVI i XVII oraz do lat 30. XVIII wieku obciążeni pańszczyzną, bądź też wymagano jej od nich w bardzo ograniczonym zakresie. Produkcja kazimierskiego folwarku opierała się bowiem na dobrowolnym najmie lub półprzymusowym komorników, ludzi luźnych i na pracy czeladzi dworskiej. Dopiero po 1730 roku właściciel dóbr kazimierskich – Adam Żychliński, narzucił kazimierzanom, pomimo niedawnego pożaru miasta, przymusowe robocizny. Najprawdopodobniej w ten sposób chciał zrekompensować sobie utratę dochodów wiejskich, spowodowaną kryzysem gospodarki folwarcznej oraz spadkiem wartości pieniądza.
W XVI–XVIII wieku większość kazimierskich rzemieślników skupiała się w cechach: sukienników, krawców, szewców, garncarzy czy zdunów.
W 1728 roku w mieście funkcjonował przytułek dla starców, a także, przynajmniej do połowy XVII wiek, istniała również łaźnia miejska i mykwa.
Po pierwszym rozbiorze Polski Kazimierz został, w ramach uzurpacji granicznej, włączony w marcu 1774 roku w granice Prus. Po nowej konwencji granicznej z 22 sierpnia 1776 roku miasto powróciło jednak do Rzeczypospolitej.
Od około 1783 roku zaczęto chować zmarłych przy kościele pw. św. Izaaka. Kazimierz w swojej historii, oprócz cmentarza rzymskokatolickiego, miał także dwa inne cmentarze, które do dnia dzisiejszego się nie zachowały. Były więc to: cmentarz luterański (znajdował się przy ulicy Opłotki; zlikwidowany przez Kopalnię Węgla Brunatnego Konin po 1963 roku) oraz żydowski (znajdujący się niegdyś we wschodniej części wsi).

### Zabory
W 1793 roku miasto ponownie znalazło się granicach Prus, w prowincji Prusy Południowe, departamencie poznańskim, powiecie pyzdrskim. Liczyło wówczas 516 mieszkańców, utrzymujących się z rzemiosła i rolnictwa. W 1794 roku było tu m.in. 30 sukienników oraz 6 szewców. W tym samym roku kazimierzanie odzyskali prawa do przywileju produkcji i sprzedaży alkoholu, który został im odebrany przez Adama Żychlińskiego w 1729 roku.
Pod koniec XVIII lub na początku XIX wieku rozebrano nienadającą się do naprawy piętnastowieczną kaplicę św. Benedykta, która była jedną z kilku kazimierskich kaplic związanych z kultem Pięciu Braci Męczenników. Oprócz niej na terenie obecnego Kazimierza istniała również kaplica św. Krystyna (XV-1729 lub 1859).
W latach 1807–1815 wchodził w skład Księstwa Warszawskiego. Od 1815 roku znalazł się w granicach zaboru rosyjskiego. Kazimierz należał do 1842 roku do powiatu pyzdrskiego i obwodu konińskiego, a po 1842 do okręgu pyzdrskiego i powiatu konińskiego. Wchodził w skład województwa kaliskiego, a następnie guberni kaliskiej (1837–1845) i guberni warszawskiej (1845-1867). Od 1867 roku do końca epoki zaborów należał ponownie do guberni kaliskiej i powiatu słupeckiego.
21 lutego 1863 roku miasto zostało zajęte przez oddział powstańczy, dowodzony przez Kazimierza Mielęckiego. Powstańcy ogłosili mieszkańcom dekrety Komitetu Centralnego Narodowego. W okolicach Kazimierza walczyli lub znaleźli schronienie również: Władysław Miśkiewicz, Edmund Callier, Józef Alojzy Seyfried i Leon Young de Blankenheim. Wielu kazimierzan dołączyło lub w inny sposób wsparło powstanie styczniowe. Ochotnikami w szeregach powstańczych byli m.in.: Andrzej Myszkiewicz, Józef Dławichowski, Jakub Winklewicz i Leopold Tirpitz (dwaj ostatni polegli w walce). W samym Kazimierzu Komisja Lekarska przy Rządzie Narodowym utworzyła jeden z dziewięciu szpitali powstańczych czynnych w województwie kaliskim.
Po bitwie pod Ignacewem w Kazimierzu zatrzymał się na krótki czas oddział dowodzony przez kapitana Pawła Zakrzewskiego.
12 lipca 1863 roku w Kazimierzu stacjonował oddział Franciszka Kopernickiego.

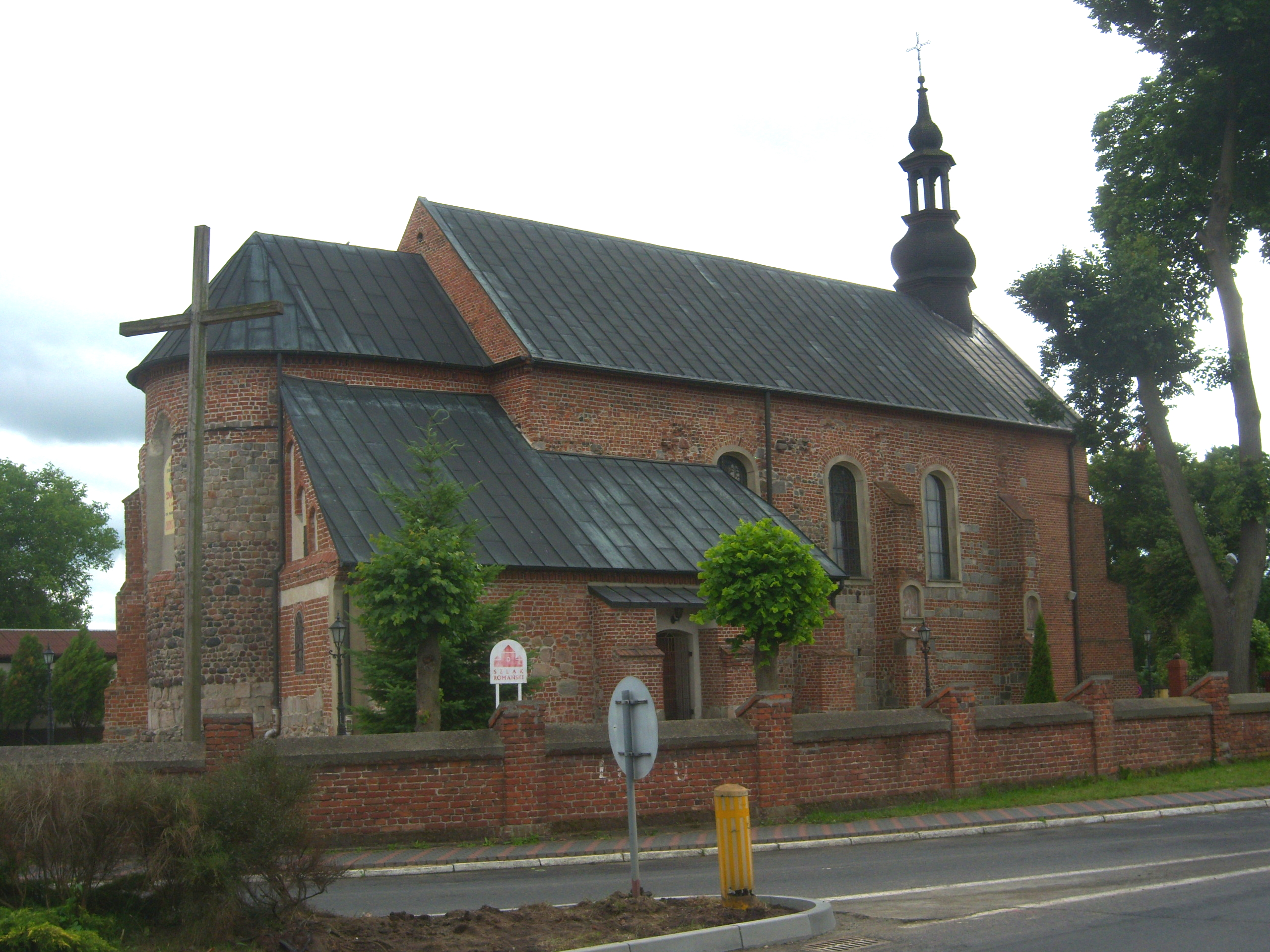
Kościół św. Marcina z XIII w., przebudowany w XVI wieku

30 września 1863 roku doszło do małej potyczki pod Kazimierzem Biskupim.
W 1864 roku przez okoliczne lasy przeszedł szwadron powstańczy Franciszka Budziszewskiego.
Prawa miejskie miejscowość utraciła wskutek decyzji administracji carskiej w 1870 roku, gdy właścicielem dóbr kazimierskich był wówczas Maciej Mielżyński.
W 1882 roku w osadzie była czynna gorzelnia parowa dużych rozmiarów.
Na początku XX wieku Kazimierz liczył już 1590 mieszkańców.
W 1907 roku ks. Antoni Nitecki (miejscowy wikariusz, administrator i proboszcz parafii Kazimierz Biskupi w latach 1907-1923, współzałożyciel lokalnego Kółka Rolniczego, propagator spółdzielczości wiejskiej, rektor kazimierskiego klasztoru pobernardyńskiego, kustosz i opiekun klasztoru w Bieniszewie, współzałożyciel kazimierskiej straży pożarnej i organizator orkiestry strażackiej, członek miejscowej Polskiej Organizacji Wojskowej, ofiara zbrodni niemieckich) założył oddział Macierzy Szkolnej z biblioteką.
Od 1908 roku w parafii Kazimierz Biskupi działały 3 ochronki dla dzieci. Założyła je i finansowała Wanda Mańkowska. Kazimierską ochronkę prowadziły siostry zakonne – skrytki.
Wkrótce po wybuchu I wojny światowej do osady wkroczyły wojska niemieckie, które dokonywały bezprawnych rekwizycji.
Podczas wojny czynna była szkoła elementarna, która mieściła się w prywatnym mieszkaniu Susickiego przy ulicy Krzywda. Uczyły w niej języka polskiego i niemieckiego Jadwiga i Helena Mazickie z Warszawy.
W drugiej połowie 1916 roku powstał lokalny oddział Polskiej Organizacji Wojskowej. Komendantem tego oddziału był Antoni Horowski, a jego zastępcą Kazimierz Wapniarski. Członkowie tej jednostki brali udział w wykolejeniu kolejki wąskotorowej pod Pątnowem, która wiozła zarekwirowane zboże. Podpalali również stogi i stodoły miejscowych Niemców. Prowadzili ćwiczenia z bronią w lasach kazimierskich oraz wzięli udział w rozbrajaniu żołnierzy niemieckich w Kaliszu.

### II Rzeczpospolita Polska

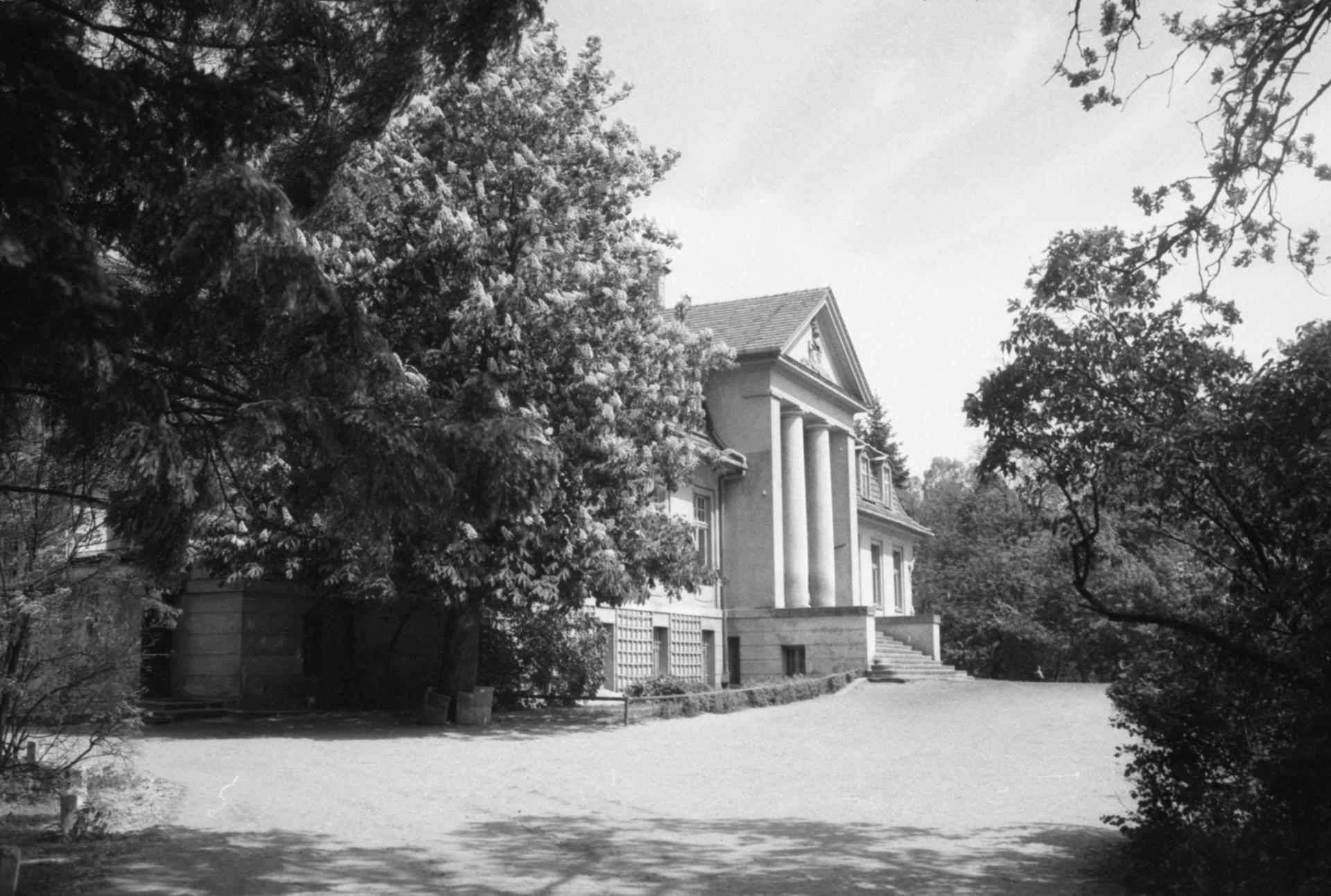
Nieistniejący już dzisiaj pałac Mańkowskich w Kazimierzu Biskupim

11 listopada 1918 roku o godzinie 9:00 rano członkowie lokalnego oddziału POW (bezkrwawo rozbroili miejscowy niemiecki posterunek wojskowy. Ten sam oddział przez kilka następnych dni roztaczał opiekę wojskową nad wsią i gminą Kazimierz Biskupi.
2 grudnia 1918 roku Rada Gminna wybrała na wójta gminy Wacława Robowskiego – sołtysa wsi Stefanowo. W tym samym miesiącu powstał również posterunek Policji Państwowej oraz Komisja Żywnościowa, której obowiązkiem było zaprowiantowanie bezrobotnych, bezrolnych i małorolnych w chleb, mąkę i opał.
W styczniu 1919 roku Kazimierz Biskupi został włączony do powiatu słupeckiego, powstałego po podziale starostwa konińsko-słupeckiego. W 1932 roku, po likwidacji powiatu słupeckiego, wcielono go do powiatu konińskiego. Do 31 marca 1938 roku gmina należała do województwa łódzkiego, a następnie do województwa poznańskiego.
Podczas wojny polsko-bolszewickiej na froncie pod Lwowem poległ Leopold Dławichowski z Kazimierza Biskupiego - żołnierz 29 Pułku Piechoty Ziemi Kaliskiej.
W 1922 roku Kazimierz liczył 2150 mieszkańców, a w 1928 – 2220 osób. W tym samym roku we wsi powstał oddział Związku Strzeleckiego. Komendantem oddziału został Bronisław Neneman. Aktywną i prężną organizacją było również Towarzystwo Gimnastyczne "Sokół", którego prezesem był Bolesław Łukomski – administrator dóbr kazimierskich. Oprócz tych stowarzyszeń w Kazimierzu Biskupim działały również: Związek Rezerwistów i Byłych Wojskowych, Polska Macierz Szkolna, męska drużyna Związku Harcerstwa Polskiego oraz Stowarzyszenie Harcerzy.
W 1925 roku Kazimierz miał 20 placówek handlowo-usługowych, a wśród nich: 10 sklepów kolonialnych, 6 piekarni i 4 masarnie. Zarejestrowanych wówczas było 30 warsztatów rzemieślniczych, w tym: 4 masarskie, 4 kowalskie, 3 bednarskie, 6 stolarskich, 2 stelmachowo-kołodziejskie, 6 piekarskich, 2 krawieckie, 1 kuśnierskie, 1 fryzjerski oraz 4 wiatraki. Mieszkało i pracowało we wsi również 67 szewców.
W 1934 roku wzniesiono obecny budynek Urzędu Gminy Kazimierz Biskupi.
W 1935 roku w Kazimierzu odkryto grób wojownika z kultury przeworskiej. Wewnątrz grobu znaleziono również fragmenty naczyń, grot oszczepu oraz okucie tarczy.
W 1938 roku, z inicjatywy Koła Związku Peowiaków, wzniesiono, w 20 rocznicę wyzwolenia Polski, pomnik ku czci poległych w walce o niepodległość.
29 stycznia 1939 roku odbyły się ostatnie przedwojenne wybory do Rady Gminnej w Kazimierzu Biskupim.
Do 1945 na terenie wsi istniał majątek ziemski. Jego ostatnimi właścicielami byli Mańkowscy, a w okresie II Rzeczypospolitej szczególne zasługi dla Kazimierza Biskupiego położył Stanisław Mańkowski.

### II wojna światowa
Niedługo przed wybuchem II wojny światowej mieszkańcy Kazimierza, w poczuciu patriotycznego obowiązku, brali udział w budowie rowów przeciwlotniczych, szyciu tamponów oraz przyciemnianiu okien. Zgłaszali się również do wojska oraz wstępowali do służb pomocniczych. Przyczynili się również do zakupu 8 cekaemów dla 68 Pułku Piechoty. Dla potrzeby armii oddali też pojazdy i konie zarekwirowane przez specjalną komisję, którą kierował Stanisław Kwilecki. Punkt zborny mieścił się na placu przy tartaku Mańkowskiego.
Organizatorem przygotowań do obrony przeciwlotniczej był Urząd Gminy. Kierował nim wówczas wójt - Stanisław Orchowski, i sekretarz - Feliks Kawecki, a oddziałem obrony przeciwlotniczej dowodził Florian Wapniarski. 30 sierpnia ogłoszono powszechną mobilizację oraz rozpoczęły się przygotowania do ewakuacji pracowników Urzędu Gminy, policji i poczty.
Podczas pierwszych dni kampanii wrześniowej utworzono Gminną Straż Obywatelską, na której czele stanęli: Stanisław Orchowski i Feliks Kawecki. Straż ta funkcjonowała do 13 września, kiedy to o godzinie 17:00 do Kazimierza wkroczył zmotoryzowany oddział Wermachtu. W nocy z 13 na 14 września żołnierze niemieccy, w celu zastraszenia polskiej ludności, rozstrzelali, przy figurze koło klasztoru w Kazimierzu, Franciszka Nożewskiego. Niemal równocześnie wyznaczono na zakładników: Kazimierza Wapniarskiego (sołtysa), Stanisława Deręgiewicza i ks. Franciszka Kotułę – rektora klasztoru Misjonarzy Świętej Rodziny. Trzymano ich pod strażą w miejscowej szkole, aż do czasu opuszczenia miejscowości przez Wermacht.
14 września 1939 roku w Kazimierzu Biskupim rozstrzelani zostali dwaj polscy żołnierze, o których brak bliższych danych.
Na początku wojny kazimierzanie zapewnili też w swoich domach gościnę dla setek uchodźców, uciekających przed wojną.
Od pierwszych dni okupacji Niemcy przystąpili do organizacji administracji, na której czele byli mianowani okupanci. Na wójta wyznaczono Eduarda Klatta z Wierzch, a komisarzem urzędowym został Willy Seifert. Na sołtysa Kazimierza Biskupiego mianowano członka SS – Lauscha; na naczelnika poczty – Friedricha Zofta z Władzimirowa. Sprawami rolnictwa zajmował się Jan Keiser, któremu podlegały wszystkie gospodarstwa do 2000 ha, a obowiązki nad leśnictwem sprawował nadleśniczy Renner. Za szkolnictwo w Kazimierzu odpowiedzialni byli nauczyciele – Bathke i Harke.
Okupanci zorganizowali posterunek żandarmerii w dawnej siedzibie polskiej policji w Kazimierzu, a później przenieśli go do domu Edwarda Szulca (właściciel tego domu został przez nich wysiedlony w 1940 roku). Przy posterunku, w pomieszczeniu gospodarczym mieścił się areszt. Żandarmi, wraz z rodzinami, mieszkali, w zagrabionym przez nich, pałacu rodziny Mańkowskich. Komendantem posterunku żandarmerii był zbrodniarz wojenny – Heinrich Weidemann z Hamburga, który zamordował przynajmniej 5 Polaków znanych z imienia i nazwiska. Byli to: Władysław Jagodziński z Tokarek, Władysław Sobczak z Dobrosołowa, Aniela Wcisła z Tokarek i dwóch mieszkańców Kownat – Zygmunt Taczanowski i Stanisław Milicki, których zamordował wspólnie z żandarmami: Gappertem oraz Lisekampem. Oprócz Weidemanna, Gapperta i Lisekampa do innych zbrodniarzy niemieckich, znanych z nazwisk, należy zaliczyć:
- Hartla (6 czerwca 1942 roku w Kazimierzu Biskupim zamordował Mariana Ignaczaka – robotnika z Komorowa; 19 października 1942 roku o godzinie 19:45 na dziedzińcu urzędu gminnego rozstrzelał jeńca radzieckiego, kapitana lotnictwa – Mikołaja Sworowa z Gribenoworki, który został następnie pochowany na miejscowym cmentarzu)[5];
- Laubego (w czerwcu 1942 roku w lesie koło cmentarza zamordował, wraz z drugim Niemcem - Steinbartem, dwóch Żydów z Łodzi, którzy budowali kurniki u Weidemanna; w 1944 roku w Kazimierzu zastrzelił Michała Wagnera – robotnika z Daninowa)[5].

20 września 1939 roku zwolniono wszystkich polskich nauczycieli, których następnie wysiedlono do Generalnej Guberni.
W październiku 1939 roku w Kazimierzu oraz w całej gminie Niemcy skonfiskowali oraz zniszczyli wszystkie polskie biblioteki i książki. Według szacunkowych obliczeń spalili około 10 000 tomów książek polskich, należących do bibliotek: gminnej, klasztornej, szkolnej i prywatnego księgozbioru rodziny Mańkowskich. W podobnym czasie rozpoczęto, na obszarze całej gminy, przymusową rekrutację Polaków na ciężkie roboty do Niemiec. Ogółem z Kazimierza wywieziono na roboty 130 osób.
W listopadzie 1939 roku Niemcy zamienili nazwę miejscowości na Bischofshofen.
9 grudnia 1939 roku wysiedlono pierwszą grupę mieszkańców z Kazimierza Biskupiego. Wysiedlenie to miało za zadanie oczyścić osadę z osób, które mogłyby w przyszłości organizować ruch oporu przeciwko okupantowi. 11 lutego 1940 roku wysiedlono w okolice Bochni drugą większą grupę, wśród której znaleźli się rzemieślnicy, kupcy i nauczyciele (m.in. małżonkowie Jankowscy i Babiarze). W marcu 1940 roku wysiedlono trzecią grupę, złożoną w głównej mierze z rolników. Wysiedleni kierowani byli do Bochni oraz w okolice Limanowej i Ojcowa. Łącznie wyrzucono z domów około 300 mieszkańców Kazimierza. Wysiedlanym nie wolno było zabierać z mieszkań książeczek oszczędnościowych, pieniędzy, dewiz, papierów wartościowych, złota, dzieł sztuki i pościeli. Polaków, bez względu na ich wiek, płeć czy stan zdrowia, wyrzucano, nieraz brutalnie, w środku nocy lub nad ranem, dając od 10 do 30 minut na opuszczenie mieszkania. Pozwalano im jedynie na zabranie ręcznego bagażu, ważącego nie więcej niż 30 kg (dla dzieci było to o połowę mniej).
Równocześnie Niemcy prowadzili akcję kolonizacyjną. W samym Kazimierzu ulokowano 132 kolonizatorów, którzy przejmowali majątki po wysiedlonych Polakach.
Już od 1940 roku okupanci przystąpili do niszczenia przedmiotów kultu religijnego. Zburzono wszystkie krzyże i kapliczki przydrożne w całej gminie, w tym m.in.: drewnianą kapliczkę "Łosośkę" z drugiej połowy XVII wieku (wewnątrz znajdowały się m.in. malowidła przedstawiające śmierć Pięciu Braci), krzyż stojący na miejscu kaplicy św. Krystyna oraz krzyż-pomnik wzniesiony w 20 rocznicę powstania niepodległego państwa polskiego.
W 1941 roku w Łodzi, w wyniku ciężkiego pobicia, zmarł Zygmunt Pomorski z Kazimierza Biskupiego.
W 1941 roku, na polecenie dowódcy lokalnej żandarmerii, urządzono w grobowcu rodziny Buszkiewiczów, znajdującym się na kazimierskim cmentarzu, tymczasowy areszt, w którym przetrzymywano osoby schwytane po godzinie policyjnej. W grobowcu tym przechowywano również, do czasu odbioru przez rodzinę, zwłoki zamordowanych. W razie potrzeby Jan Nepomucen Godlewski wykonywał tu sekcje osób rozstrzelanych przez miejscową żandarmerię.
Zimą 1941/1942 roku Niemcy ograbili mieszkańców Kazimierza z futr, kożuchów, kołnierzy i odzieży wełnianej, które przekazano niedostatecznie przygotowanej do zimy armii niemieckiej, walczącej na froncie wschodnim.
1 września 1942 roku, na mocy dyrektywy landrata konińskiego, w Kazimierzu otworzono szkołę specjalną dla polskich dzieci. Obok szkoły polskiej była czynna również szkoła i przedszkole niemieckie. W utworzonej placówce dla Polaków uczono tylko podstawowej matematyki, szycia, zbierania ziół i grzybów oraz wpajano niemiecką propagandę. Zakazane były takie przedmioty jak np. wychowanie fizyczne.
W 1943 okupanci niemieccy zmienili dla miejscowości nazwę na Bischofsfelden.
W grudniu 1944 roku, wskutek rozprysku bruku rynku kazimierskiego od wybuchu dwóch niemieckich bomb, śmierć poniósł Władysław Szcześniewicz. Do końca II wojny światowej część mieszkańców Kazimierza Biskupiego była więziona lub poniosła śmierć m.in.: w Auschwitz-Birkenau (Stanisław Dławichowski), Dachau (ks. Ferdynand Cichocki – proboszcz parafii Kazimierz Biskupi), KL Mauthausen (Roman Dławichowski), obozie pracy w Litomierzycach (Bolesław Dławichowski) czy Koninie.
W latach okupacji niemieckiej (1939–1945) w lesie Wygoda, położonym na północ od Kazimierza Biskupiego, doszło do masowych egzekucji ludności cywilnej – największe nasilenie zbrodni miało miejsce w 1941, kiedy oddziały niemieckie wymordowały ok. 8000 Żydów i Polaków, lub jak podają inne źródła wyłącznie Żydów. Ofiary były przewożone w ciężarówkach, które przejeżdżały przez Kazimierz. W miejscu egzekucji znajduje się pomnik odsłonięty 9 maja 1980 roku.
Mieszkańcy Kazimierza Biskupiego wobec okupanta niemieckiego często stosowali bierny opór, polegający na sabotażu urządzeń, niekłanianiu się Niemcom na ulicy, zakupowaniu towarów w ilościach większych niż na to pozwalały przepisy, prowadzeniu zakazanego uboju, wystawianiu nielegalnych dokumentów, kolportażu ulotek i podziemnej prasy niepodległościowej. Dwaj polscy listonosze - Zygmunt Szubert i Szczepan Ostajewski, niszczyli donosy, adresowane do miejscowego posterunku żandarmerii. Na czele bardziej zorganizowanego ruchu oporu na Ziemi Kazimierskiej stanął w 1940 roku Władysław Pawlak.
Kazimierzanie walczyli również na wielu frontach II wojny światowej. Do tych walczących należy zaliczyć m.in:
- Mariana Kulczewskiego[13],
- Edwarda Rybczyka (1 Armia Wojska Polskiego)[13],
- Ludwika Dławichowskiego (Armia „Poznań”; zginął w bitwie nad Bzurą)[13],
- Henryka Dławichowskiego (135 pluton AK w VII Zgrupowaniu "Ruczaj")[13],
- Jana i Kazimierza Dławichowskich (polegli w powstaniu warszawskim)[13],
- Pawła Mańkowskiego (Armia Krajowa, 1. Dywizjon 7. Pułku Ułanów Lubelskich "Jeleń”, powstaniec warszawski)[19].

W latach 1943–1944 w lasach kazimierskich oraz w okolicznych wsiach działała 8-osobowa grupa zwiadowców radzieckich.
20 stycznia 1945 roku Kazimierz Biskupi został zajęty przez okupanta radzieckiego.

### Polska Rzeczpospolita Ludowa
2 lutego 1945 roku w Kazimierzu odbyło się zgromadzenie przedstawicielskie poszczególnych sołectw z udziałem blisko 250 obywateli, które wybrało dwudziestoosobową Gminną Radę Narodową oraz tymczasowego wójta (Stanisława Radeckiego) i podwójciego (Wincentego Karmowskiego). Pierwszym powojennym sołtysem Kazimierz był Roman Kin.

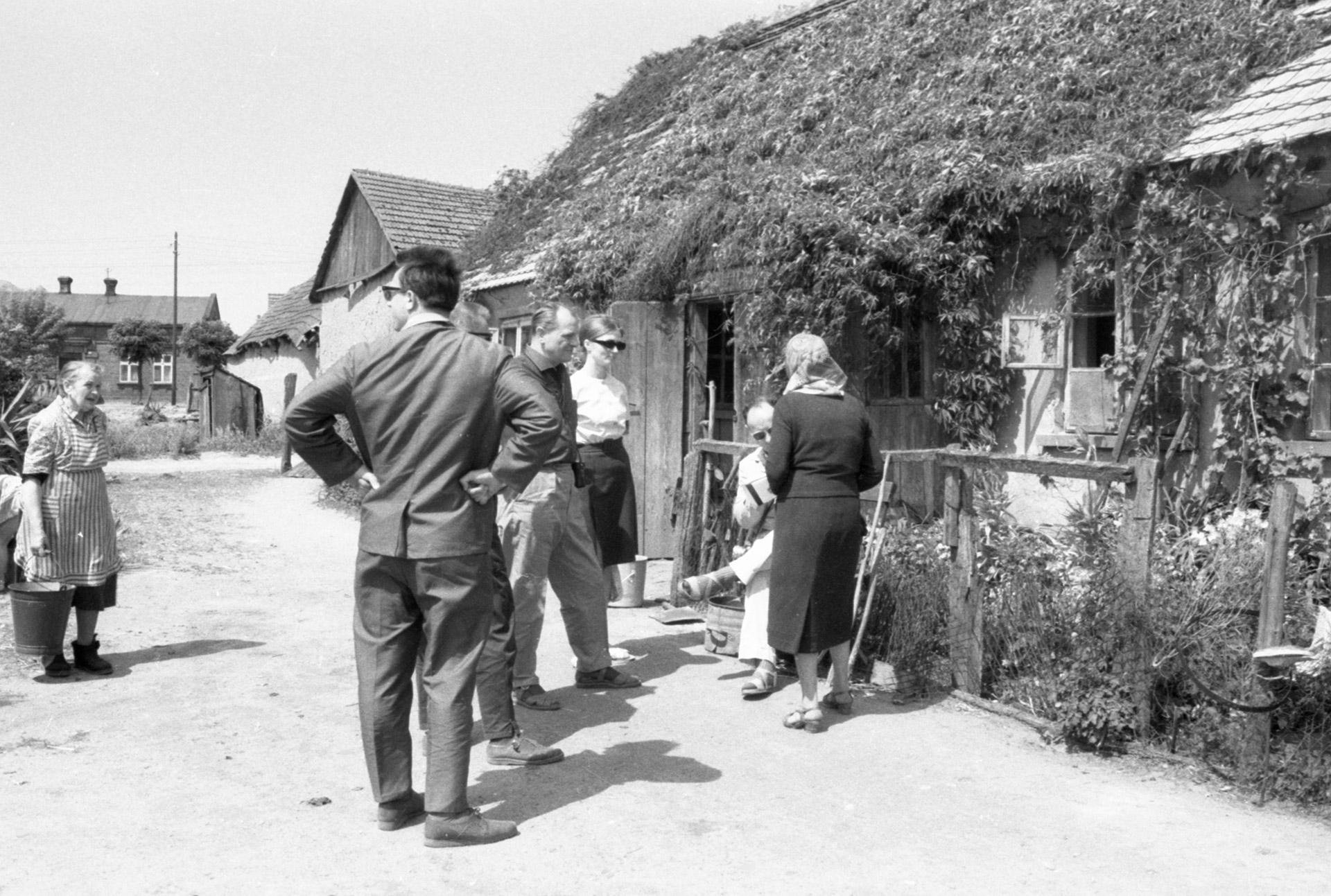
Etnografowie w zagrodzie wiejskiej w Kazimierzu Biskupim, 27 maja 1964

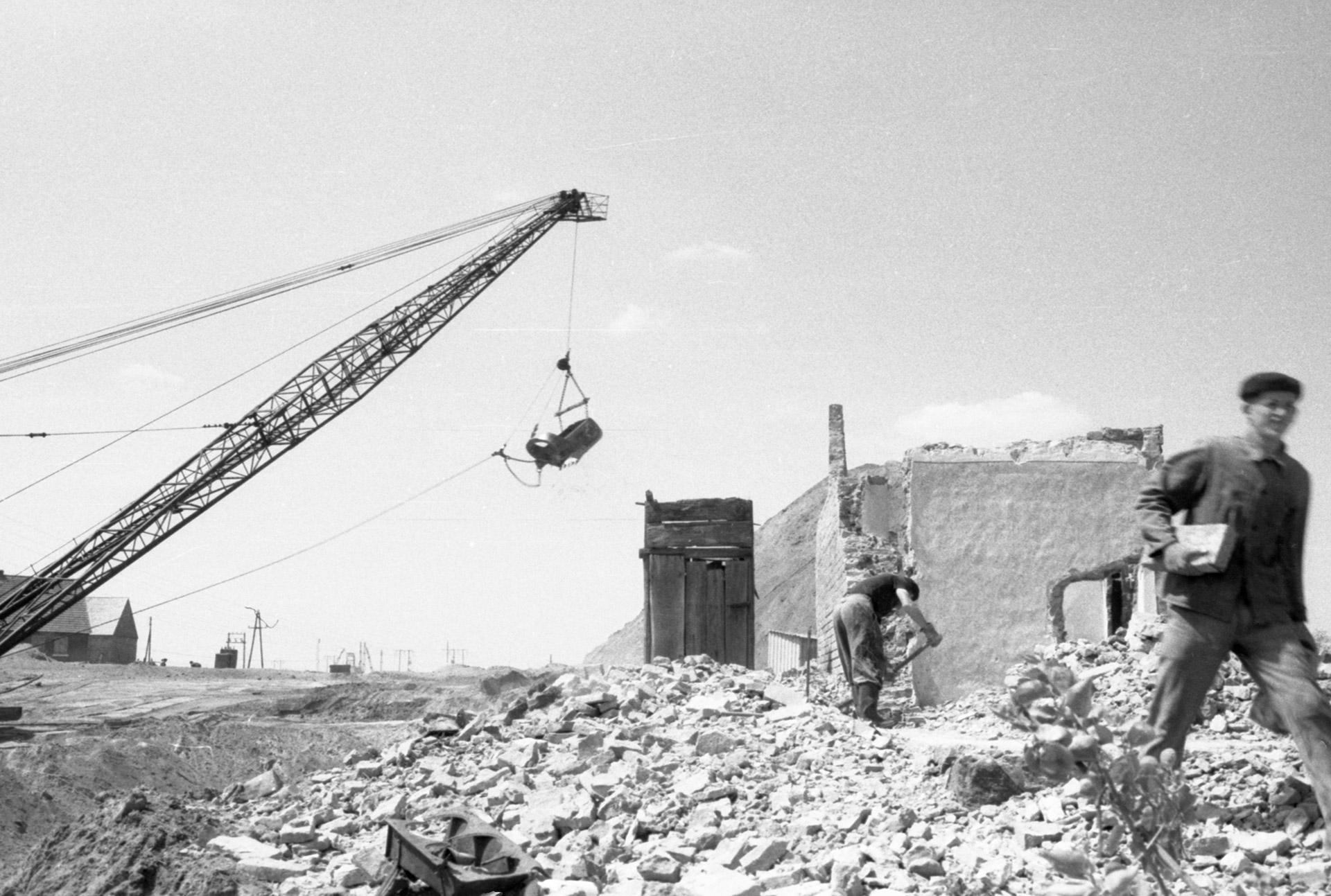
Wyburzanie wsi pod kopalnię odkrywkową węgla brunatnego, 27 maja 1964

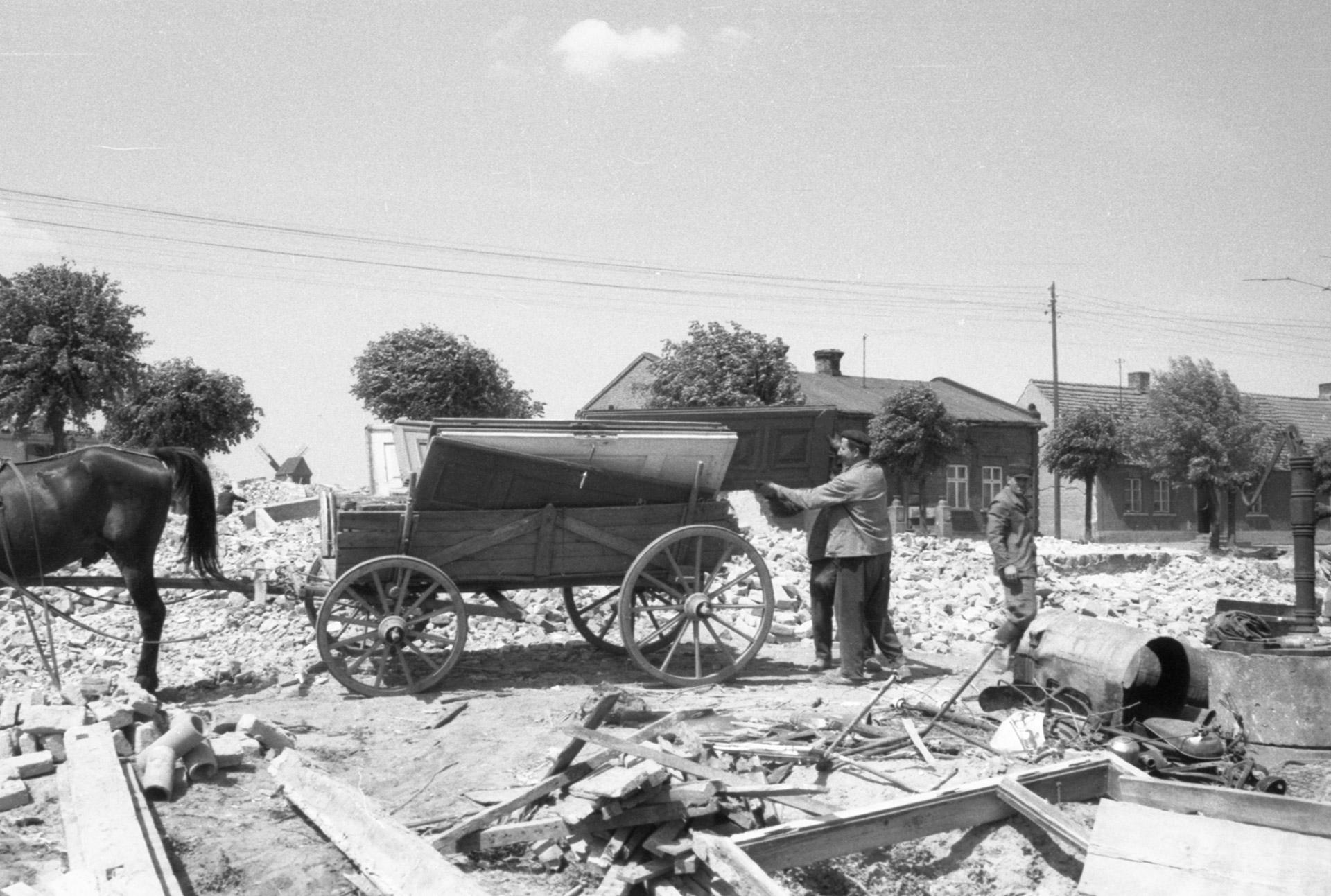
Przeprowadzka z domów wyburzonych pod kopalnię odkrywkową węgla, 27 maja 1964

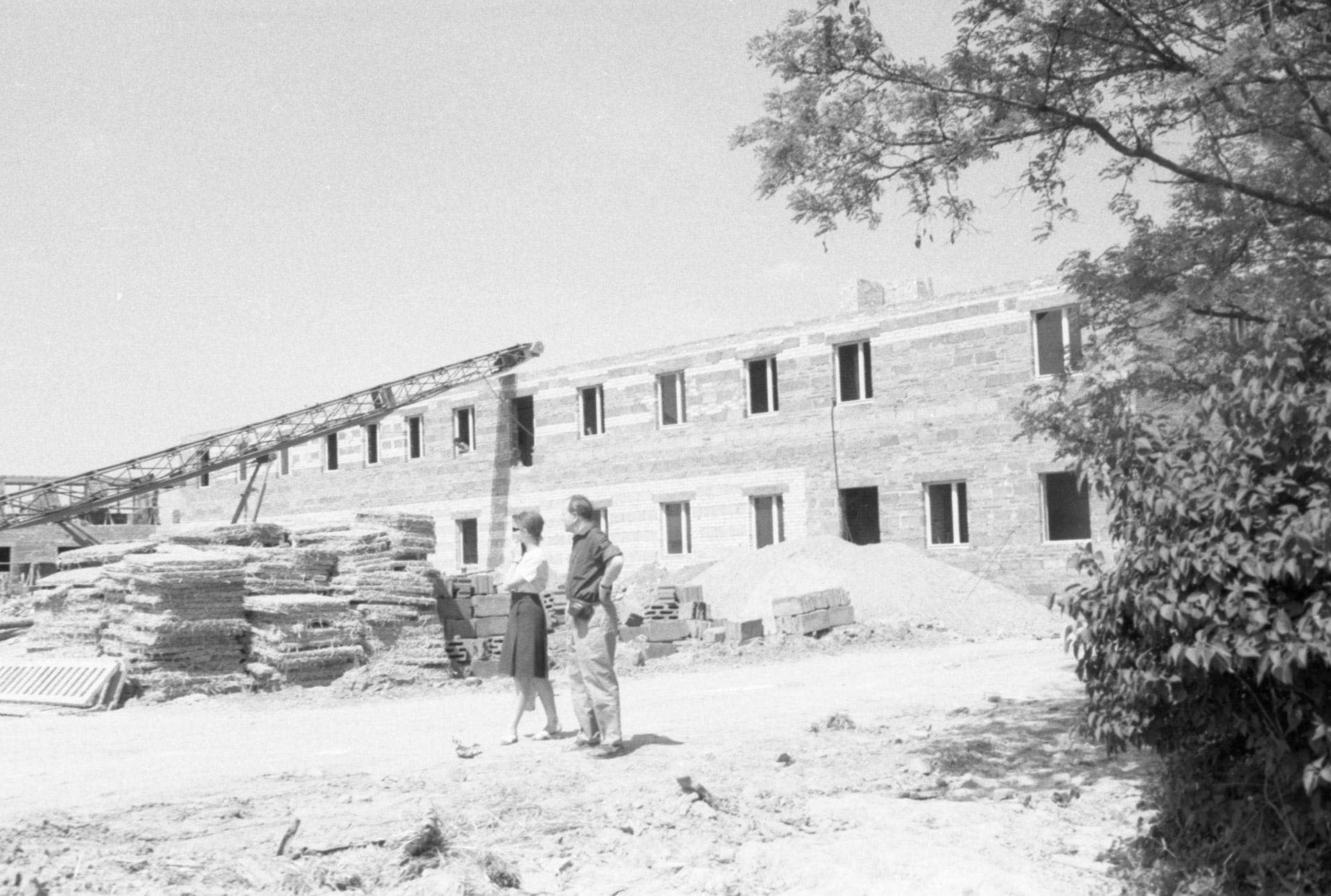
Teren-zaplecze tworzonej kopalni odkrywkowej węgla na terenie wsi, 27 maja 1964

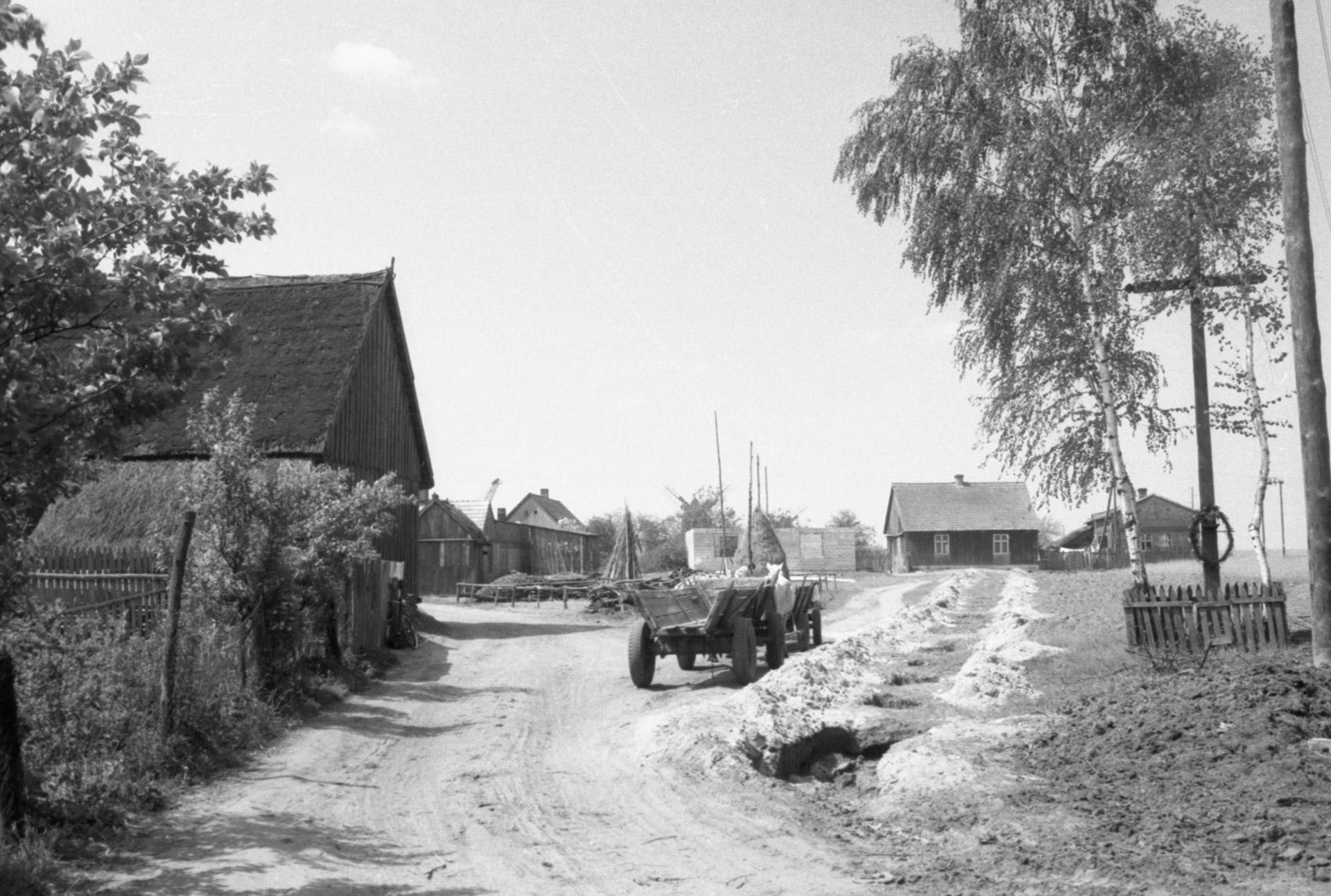
Fragment wsi podczas robót drogowych, 27 maja 1964

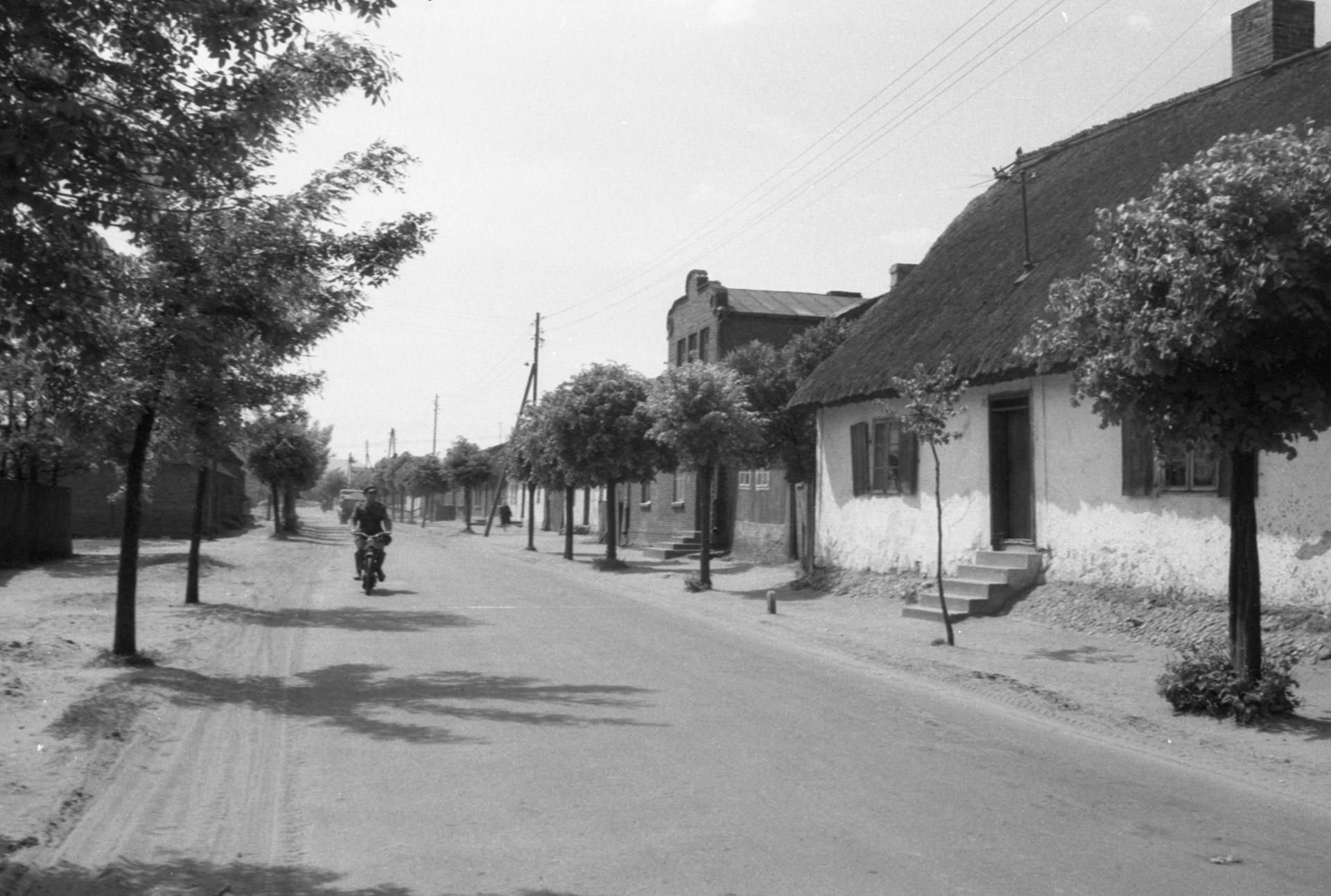
Ulica wiejska w Kazimierzu Biskupim, 27 maja 1964

20 kwietnia 1945 roku wieś liczyła 1698 mieszkańców, z czego 1548 to byli Polacy, a 132 – Niemcy (wśród nich wliczono również folksdojczów).
W 1945 roku oddział Antoniego Fryszkowskiego rozbił posterunek Milicji Obywatelskiej w Kazimierzu Biskupim.
W 1947 roku do Kazimierza przybył z wizytacją kardynał August Hlond.
Do 1948 roku komuniści usunęli ze składu Gminnej Rady Narodowej wszystkich radnych, którzy pozostali wierni PSL. Do końca tego samego roku funkcjonowała lokalne koło terenowe Związku Walki Młodych, które następnie zostało przekształcone w Związek Młodzieży Polskiej.
W 1949 roku na terenie Kazimierza funkcjonowało 46 warsztatów rzemieślniczych. Wśród tych rzemieślników, tak jak przed wojną, przeważali szewcy. Oprócz warsztatów działały również liczne placówki handlowe i usługowe: piekarnia, sklep masarski, śmietanczarnia, sklepy kolonialne czy sklep Spółdzielni Spożywców "Wolność". Działał również upaństwowiony młyn motorowy. Późniejsze działania państwa doprowadziły jednak do upadku rzemiosła w Kazimierzu Biskupim. Represje dotknęły również tzw. "kułaków", na których nakładano olbrzymie kontrybucje rolne. Chłopi, którzy nie byli w stanie ich spełnić byli więzieni w areszcie MO w Kazimierzu Biskupim. W poszukiwaniu ukrywanego przez rolników zboża włączył się m.in. Związek Młodzieży Polskiej z Poznania.
W 1954 roku pierwszym przewodniczącym Gromadzkiej Rady Narodowej w Kazimierzu Biskupim został Kazimierz Jóźwiak.
W 1957 roku utworzono w Kazimierzu Bank Spółdzielczy, będący następcą wcześniejszej Gminnej Kasy Spółdzielczej. W tym samym roku dokonano elektryfikacji wsi oraz wywiercono pierwsze otwory kontrolne pod przyszłą odkrywkę górniczą.
W 1962 rozpoczęto budowę odkrywki węgla brunatnego „Kazimierz”, która zajęła m.in. północną część wsi. Początkowo planowano zlikwidować całą wieś, jednak z powodu grożących trudności technicznych oraz znajdujących się na terenie wsi zabytków sakralnych zrezygnowano z tego pomysłu. W latach 1963–1967 kopalnia wywłaszczyła ludzi z 52 gospodarstw z północnego regionu Kazimierza. Pierwszy węgiel wydobyto w 1964 roku. Działalność kopalni doprowadziła jednak do likwidacji pałacu, starego dworu z końca XVIII lub początku XIX wieku, parku oraz znajdującego się w jego pobliżu Jeziora Kurzyniec. Przepływającą przez Kazimierz Strugę kopalnia przełożyła i pogłębiła. W późniejszych latach zabudowa miasteczka objęła swym zasięgiem zachodnie oraz południowo-zachodnie ziemie. Działalność kopalni doprowadziła również do powstania zwałowiska zewnętrznego oraz drugiego – wewnętrznego. W 1970 roku na odkrywce "Kazimierz", po raz pierwszy w kraju, zastosowano automatyczny system sterowania procesem wydobywczym.
W 1966 roku rozdzielono relikwie Pięciu Braci Męczenników pomiędzy miejscowy kościół parafialny a kościół św. Jana Chrzciciela w Międzyrzeczu oraz klasztor w Bieniszewie. Odbyło się to w ramach obchodów tysiąclecia chrztu i państwa polskiego.
6 kwietnia 1973 roku została zawiązana Gminna Organizacja Ligi Obrony Kraju. Jej pierwszym prezesem był Eugeniusz Lipiński – społecznik, regionalista, trębacz, przewodniczący Gminnej Rady Narodowej (w latach 1988–1990), członek Bractwa Świętych Pięciu Męczenników, działacz Ludowego Zespołu Sportowego i Ochotniczej Straży Pożarnej, autor spektaklu - Nasi Patronowie (opowiadającego historię o życiu Pięciu Braci Męczenników), odznaczony Odznaką Honorową Gminy Kazimierz Biskupi. W latach 1980–1984 z inicjatywy gminnej organizacji LOK na zwałowisku pokopalnianym w Kazimierzu Biskupim wybudowano strzelnicę sportową.
W 1974 oddano do użytku linię kolejową do Konina (obecnie już nieistniejącą).
28 sierpnia 1975 roku na posiedzeniu Rady Pedagogicznej Gminnej Szkoły Zbiorczej w Kazimierzu Biskupim zostało powołane Ognisko Pracy Pozaszkolnej, składające się z 8 zespołów: recytatorskiego, wokalnego, instrumentalnego, tanecznego, fotograficznego, radiotechnicznego i plastycznego. W 1987 roku powołano nowe zespoły: sportowy z sekcjami piłki nożnej, koszykowej i tenisa stołowego oraz gospodarstwa domowego. Pierwszym kierownikiem Ogniska była Maria Łechtańska.
W 1980 roku pracownicy miejscowej Spółdzielni Kółek Rolniczych, w obliczu ogólnopolskiego kryzysu ekonomicznego, podjęli strajk. Był on w tamtym czasie prawdopodobnie jedynym w całej ówczesnej Polsce. Został szybko zakończony przez działania Milicji Obywatelskiej, Służby Bezpieczeństwa oraz jej tajnych współpracowników i konfidentów. Strajkujących zastraszano, m.in. grożono im śmiercią.
W 1984 roku ludność Kazimierza Biskupiego przekroczyła 3000 mieszkańców.
W okresie PRL-u w Kazimierzu Biskupim powstały m.in: budynek nowej Szkoły Podstawowej (wzniesiony w 1965 roku), Gminny Ośrodek Kultury, Zasadnicza Szkoła Ogrodnicza czy Zasadnicza Szkoła Rolnicza.

### III Rzeczpospolita Polska
Pierwszym wójtem wybranym po 1989 roku (19 czerwca 1990 roku) był Józef Wiesław Rybacki, który pośmiertnie został odznaczony Odznaką Honorową Gminy Kazimierz Biskupi.
14 września 1990 roku Rada Gminy uznała herbem gminy historyczne godło dawnego miasteczka Kazimierz w postaci stylizowanego wizerunku św. Pięciu Braci Męczenników w białych habitach na niebieskim polu i w gotyckiej tarczy.
W 1991 roku utworzono na terenie Kazimierza Gminny Ośrodek Pomocy Społecznej.
W 1992 roku oddano do użytku oczyszczalnię ścieków wraz z siecią kolektorów oraz powołano Zakład Komunalny.
W 1994 roku powstała hydrofornia, a rok później budynek przedszkola.
We wrześniu 1999 roku otwarto Publiczne Gimnazjum Gminne oraz filię Wydziału Teologicznego Uniwersytetu im. Adama Mickiewicza w Poznaniu.
W 2000 roku zbudowano obwodnicę Kazimierza Biskupiego.
W 2001 roku wznowiony został nakład monumentalnej monografii Kazimierza Biskupiego Dzieje Kazimierza Biskupiego. W maju tego samego roku w hali sportowej w Kazimierzu Biskupim odbyły się Mistrzostwa Polski Kobiet w Fitness i Kulturystyce Par.
8 września 2002 roku miała miejsce inauguracja obchodów 1000-lecia śmierci Pięciu Braci Męczenników, a 13 listopada tego samego roku odbyła się sesja naukowa poświęcona dziejom i kultowi kazimierskich męczenników.
W 2003 roku w miejscu po zburzonej przez Niemców kapliczce "Łosośka" kazimierzanie odbudowali studnię, która miała znajdować się tam za czasów Pięciu Braci Męczenników (podobno cudownie miał w niej odrastać łosoś, będący pożywieniem dla zakonników).
Od czerwca do września 2003 roku w ramach milenium męczeńskiej śmierci Pięciu Braci odbyły się m.in: koncerty, przedstawienia, sesja naukowa oraz odsłonięto głaz z tablicą upamiętniającą milenium śmierci kazimierskich męczenników, 2000-letnią historię chrześcijaństwa oraz 25-lecie pontyfikatu Jana Pawła II.
W 2007 roku rozpoczęła swoją działalność lokalna "Kapela Podwórkowa Z Kopyta".
11 listopada 2012 roku na cmentarzu parafialnym odsłonięto głaz z tablicą, upamiętniającą poległych w walce o niepodległość Ojczyzny w 1918 roku.
W 2014 roku na kazimierskim Rynku odsłonięto Pomnik Szewca (rzeźba upamiętnia rzemiosło, z którego słynął niegdyś Kazimierz Biskupi).

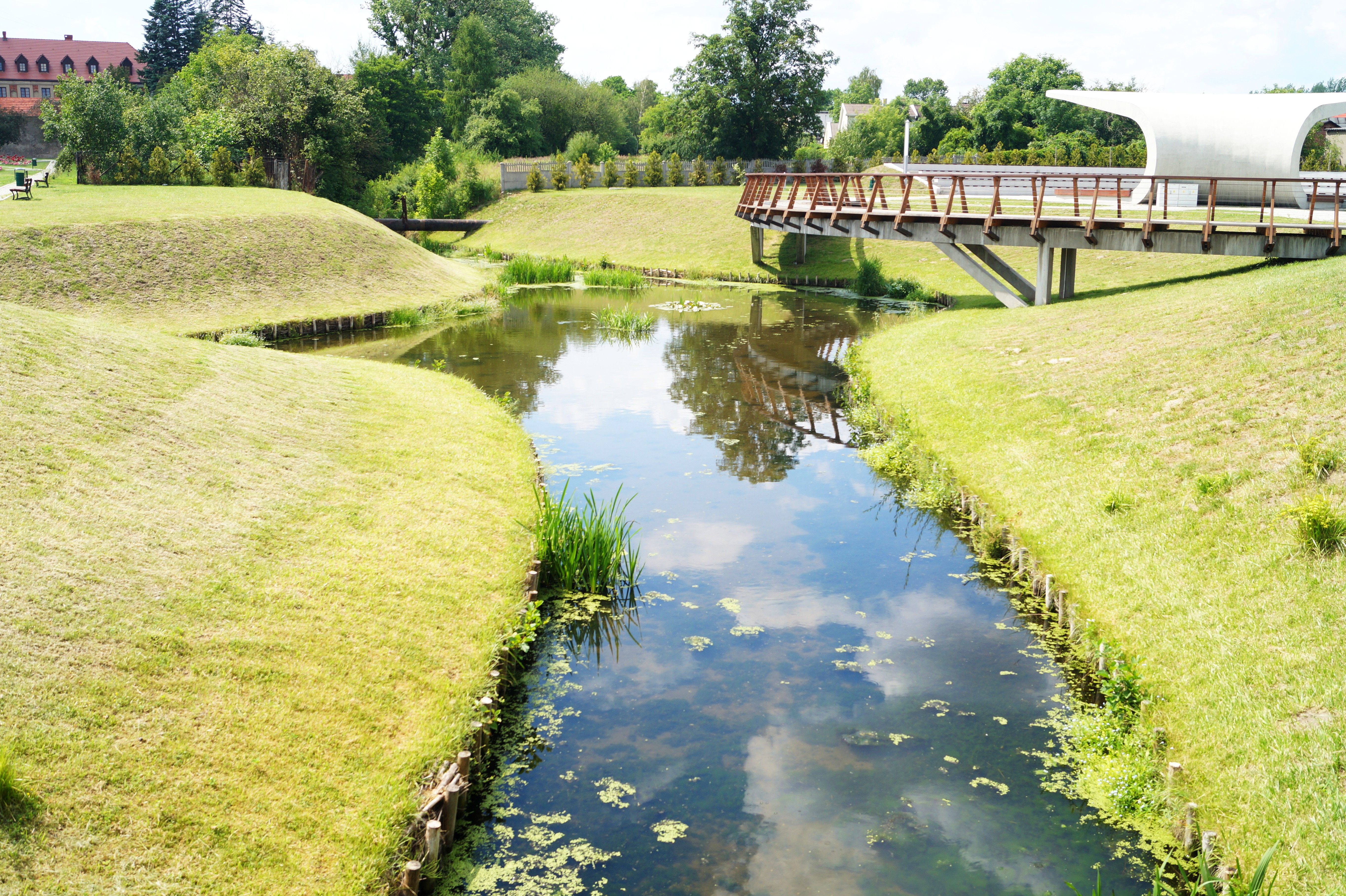
Struga Biskupia przepływająca przez Park w Kazimierzu Biskupim - widok z mostku w kierunku zachodnim, 28 czerwca 2016

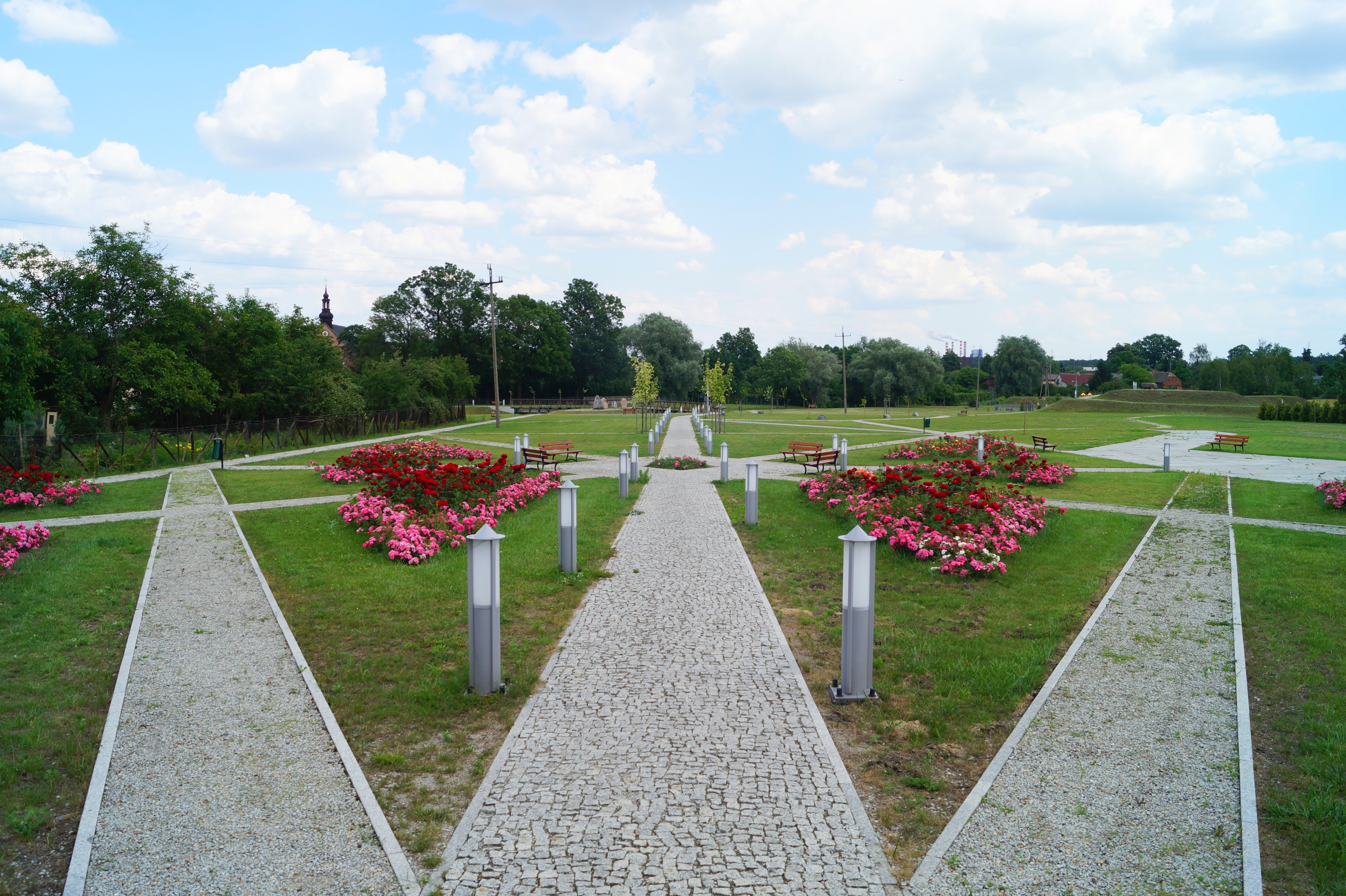
Park w Kazimierzu Biskupim - widok od strony zachodniej (ul. Klasztorna), 28 czerwca 2016

W czerwcu 2017 roku na lotnisku w Kazimierzu Biskupim skoczek spadochronowy – Tomasz Kozłowski, jednego dnia wykonał 50 skoków spadochronowych. Celem tego przedsięwzięcia była pomoc charytatywna dla niepełnosprawnych i chorych.
28 października 2017 roku oddano do użytku rondo imienia ks. Andrzeja Rabija - związanego z Kazimierzem Biskupim rekolekcjonistę, przełożonego prowincjalnego Polskiej Prowincji Misjonarzy Świętej Rodziny w latach (1992–1995), rektora domu zakonnego w Świdrze (w latach 1995–2004), proboszcza parafii pw. Św. Teresy w Świdrze, referenta rodzin, pośmiertnie odznaczonego Odznaką Honorową Gminy Kazimierz Biskupi.
11 listopada 2017 roku Odznakę Honorową Gminy Kazimierz Biskupi otrzymała mieszkanka Kazimierza – Barbara Lipińska z domu Gałązka – regionalistka, radna Gminy Kazimierz Biskupi, poetka, kierowniczka Zespołu Tanecznego Ogniska Pracy Pozaszkolnej przy Szkole Podstawowej w Kazimierzu Biskupim.
3 maja 2018 roku na uroczystej sesja Rady Gminy Kazimierz Biskupi wręczono Odznaki Honorowe Gminy Kazimierz Biskupi dla zmarłych społeczników z Kazimierza Biskupiego. Wśród wyróżnionych tym odznaczeniem znaleźli się:
- Roman Gałązka – rodowity kazimierzanin i społecznik, założyciel Komitetu Upiększenia Kazimierza (1947[13]), współorganizator nowego ogrodzenia cmentarnego, prezes i współzałożyciel lokalnego Ludowego Zespołu Sportowego, inicjator stadionu w Kazimierzu Biskupim, inicjator odbudowy pomnika ku czci poległych w walkach o niepodległość Ojczyzny, organizator wielu festynów, zabaw i spotkań dla mieszkańców Kazimierza[5][33];
- Lucjan Jankowski – nauczyciel matematyki w Szkole Podstawowej w Kazimierzu Biskupim oraz jej kierownik (od 1 stycznia 1954 roku)[13], porucznik Wojska Polskiego, aktywny działacz Polskiej Organizacji Wojskowej, kierownik lokalnej drużyny harcerskiej oraz Związku Rezerwistów i Byłych Wojskowych, organizator wykładów i pogadanek dla mieszkańców Kazimierza, uczestnik tajnego nauczania podczas II wojny światowej[5][33];
- Feliks Jaworski – porucznik Wojska Polskiego, działacz Polskiej Organizacji Wojskowej, weteran wojny polsko-bolszewickiej[13], sekretarz gminny w Dłusku, Pyzdrach, Władysławowie, Trąbczynie i Kazimierzu Biskupim, działacz konspiracji antyniemieckiej podczas II wojny światowej, główny inicjator powstania Samopomocy Chłopskiej w Kazimierzu Biskupim, prezes Gminnej Spółdzielni w Kazimierzu Biskupim, budowniczy restauracji "Pod Jaworem" w Kazimierzu, represjonowany przez system komunistyczny[33];
- Szymon Kmiotek – weteran kampanii wrześniowej, pracownik Urzędu Gminy Dąbroszyn, sekretarz oraz kierownik Urzędu Stanu Cywilnego w Urzędzie Gminy w Kazimierzu Biskupim, przewodniczący Rady Nadzorczej Banku Spółdzielczego oraz Rady Nadzorczej SKR, kurator sądowy, organizator i członek Kółek Rolniczych, współorganizator budowy nowej szkoły podstawowej w Kazimierzu Biskupim, rozbudowy lokalnej remizy strażackiej oraz powstania Domu Kultury[33].

W listopadzie 2018 roku, na 100 rocznicę odzyskania przez Polskę niepodległości, odsłonięto popiersie przedstawiające Józefa Piłsudskiego.
18 czerwca 2019 roku Rada Gminy powzięła uchwałę, na mocy której nadano imię księcia Kazimierza I Odnowiciela rondu przy ulicy Warszawskiej.
W styczniu 2020 roku rozpoczął swoją działalność nowo utworzony żłobek oraz Dom Seniora.
2 sierpnia 2020 roku w miejscowości Julianadrop w Holandii Marcin Kolczyński z Kazimierza Biskupiego uratował trójkę topiących się w morzu dzieci. Swój bohaterski czyn przypłacił jednak własnym życiem.
9 września 2023 roku otwarto nową remizę strażacką.
8 października 2023 roku Krzysztof Wętkowski poświęcił odbudowaną w kazimierskim parku kapliczkę Łosośkę.

## Zabytki
- Kościół św. Marcina – późnoromańska świątynia z XIII wieku, następnie przebudowana. Kościół powstał w miejscu starszego niewielkiego kościoła romańskiego z lat 1177-1181 fundacji Kazimierza Sprawiedliwego[8]. Po pożarze kościół rozebrano i na jego miejscu zbudowano nowy kościół romański, zachowując tylko wieżę ze starszego kościoła. W latach 1512–1521 kościół został rozbudowany z inicjatywy braci Lubrańskich  –  Jana Lubrańskiego, biskupa poznańskiego, oraz Mikołaja Lubrańskiego, wojewody poznańskiego i właściciela miasta[8]. Przedłużono wówczas kościół ku zachodowi, zbudowano zakrystię i skarbiec. W XVI wieku wzmocniono mury przyporami. Odbudowany po pożarze w 1729 roku, gdy runęła zachodnia ściana i sklepienie w nawie. W 1859 roku powstała fasada zachodnia na fundamencie z XVI w. oraz kruchta południowa. Neobarokowy wystrój wnętrza pochodzi z około 1905 roku. W latach 30. XX w. zmieniono pokrycie dachu z ceramicznego na blachę[8]. Znajdują się w nim relikwie Pięciu Braci Męczenników[39].
- Kościół pw. św. Jana Chrzciciela i Pięciu Braci Męczenników z 1518 roku z klasztorem bernardynów wybudowanym na planie podkowy z niewielkim wirydarzem z 1520 roku. W końcu XVIII w. zespół odbudowano po zniszczeniach wojennych. Renowację przeprowadzono w latach 1970–1973. Klasztor jest siedzibą Wyższego Seminarium Duchownego Misjonarzy Świętej Rodziny MSF jako sekcja zamiejscowa Wydziału Teologicznego UAM.
- Drewniany kościół cmentarny pw. św. Izaaka z 1640 roku.

## Obiekty i stowarzyszenia
- Urząd Gminy Kazimierz Biskupi[40]
- Gminny Ośrodek Kultury[4][41]
- Biblioteka Publiczna Gminy Kazimierz Biskupi[42]
- Szkoła Podstawowa im. Jana Pawła II[43]
- Przedszkole[44]
- Publiczny Żłobek[45]
- Dzienny Dom Seniora[46]
- Niepubliczny Zakład Opieki Zdrowotnej - Poradnia Lekarska (rok założenia - 1974)[5][47]
- Przedsiębiorstwo Gospodarki Komunalnej i Mieszkaniowej[48]
- Lotnisko wraz z Aeroklubem Konińskim[49]
- Ośrodek Sportu i Rekreacji[50]
- Stadion 700-lecia[51]
- Boisko Orlik[52]
- Park[53]
- Poczta[54]
- Bank Spółdzielczy[55]
- Posterunek Policji[56]
- OSP KSRG Kazimierz Biskupi (rok założenia - 1909)[57]
- Orkiestra Dęta OSP Kazimierz Biskupi (rok założenia - 1911)[58]
- Koło Gospodyń Wiejskich "Kazimierzanki"[59]
- Bractwo Świętych Pięciu Męczenników (rok założenia - 1724; reaktywacja Bractwa - 27 grudnia 2000 rok)[9][22]
- Stowarzyszenie "Kazimierzanie"[60]
- Stowarzyszenie Strzeleckie Sokół[61]

## Sport
W Kazimierzu Biskupim od 2014 roku, przy lądowisku Konin-Kazimierz Biskupi, działa Stowarzyszenie działające na rzecz rozwoju spadochroniarstwa, Spadochronowy Klub Sportowy Sky Camp wykonujący w sezonie (od kwietnia do października) skoki spadochronowe w tandemie oraz kursy i szkolenia spadochronowe metodą AFF. Stowarzyszenie organizuje również szereg dodatkowych szkoleń rozwijających dla samodzielnych skoczków, takie jak kursy doskonalenia pilotażu czaszy, kursy grupowej akrobacji spadochronowej, kursy układania spadochronu czy też kursy lotów w specjalnych kombinezonach. Sky Camp jest również organizatorem spotkań związanych z bezpieczeństwem w spadochroniarstwie, na którym omawiane są procedury postępowania w sytuacjach awaryjnych.
We wsi działa GKS Polonus Kazimierz Biskupi, klub piłkarski grający w sezonie 2023/2024 w V lidze, gr. wielkopolskiej II. W Kazimierzu funkcjonuje również Stowarzyszenie Strzeleckie Sokół oraz OSIR.

## Cykliczne imprezy kulturalne
- Dni Kazimierza Biskupiego[65]
- Dożynki Gminne
- Biesiada Szewska[66]
- Katolickie Otwarcie Sezonu Motocyklowego w Kazimierzu Biskupim[67]
- Spektakl plenerowy - Nasi Patronowie[23]
- Otwarte Mistrzostwa w E-sporcie Gminy Kazimierz Biskupi[68]
- Warsztaty Liturgiczno-Muzyczne[69]
- Ogólnopolski Plener Rysunkowo-Malarski im. Krystyny Drążkiewicz[70][71]
- Przegląd Małych Form Teatralnych
- Przegląd Twórczości Wielkanocnej – Zadymka Wielkanocna
- Klimaty Kazimierskie
- Regionalny Przegląd Zespołów Weselnych
- Hubertus (święto myśliwych)

## Wspólnoty wyznaniowe
- Kościół rzymskokatolicki:
  - parafia św. Marcina
- Świadkowie Jehowy:
  - zbór Kazimierz Biskupi (Sala Królestwa ul. Kasztanowa 2)[72].

## Galeria

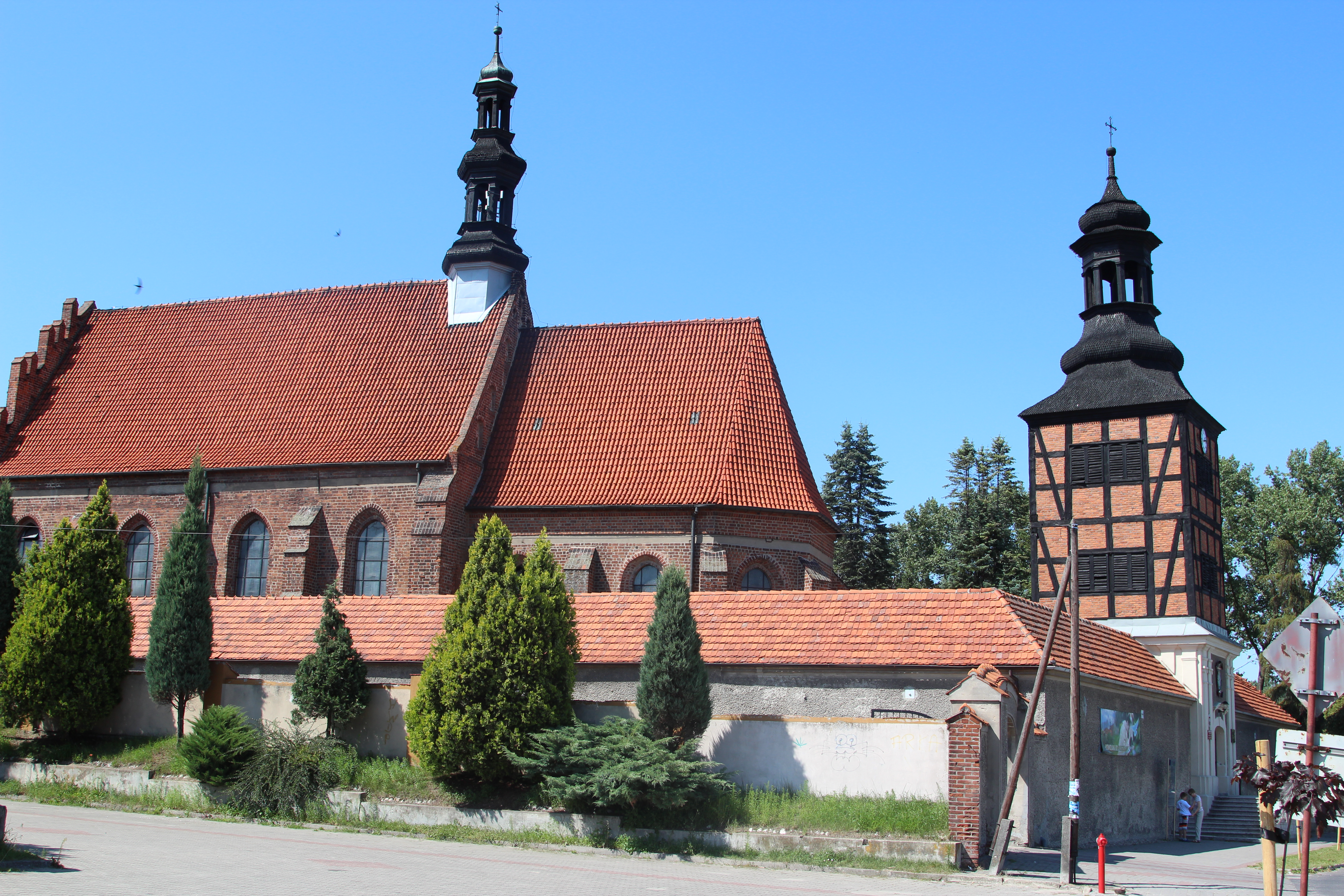
Kościół pw. św. Jana Chrzciciela i Pięciu Braci Męczenników
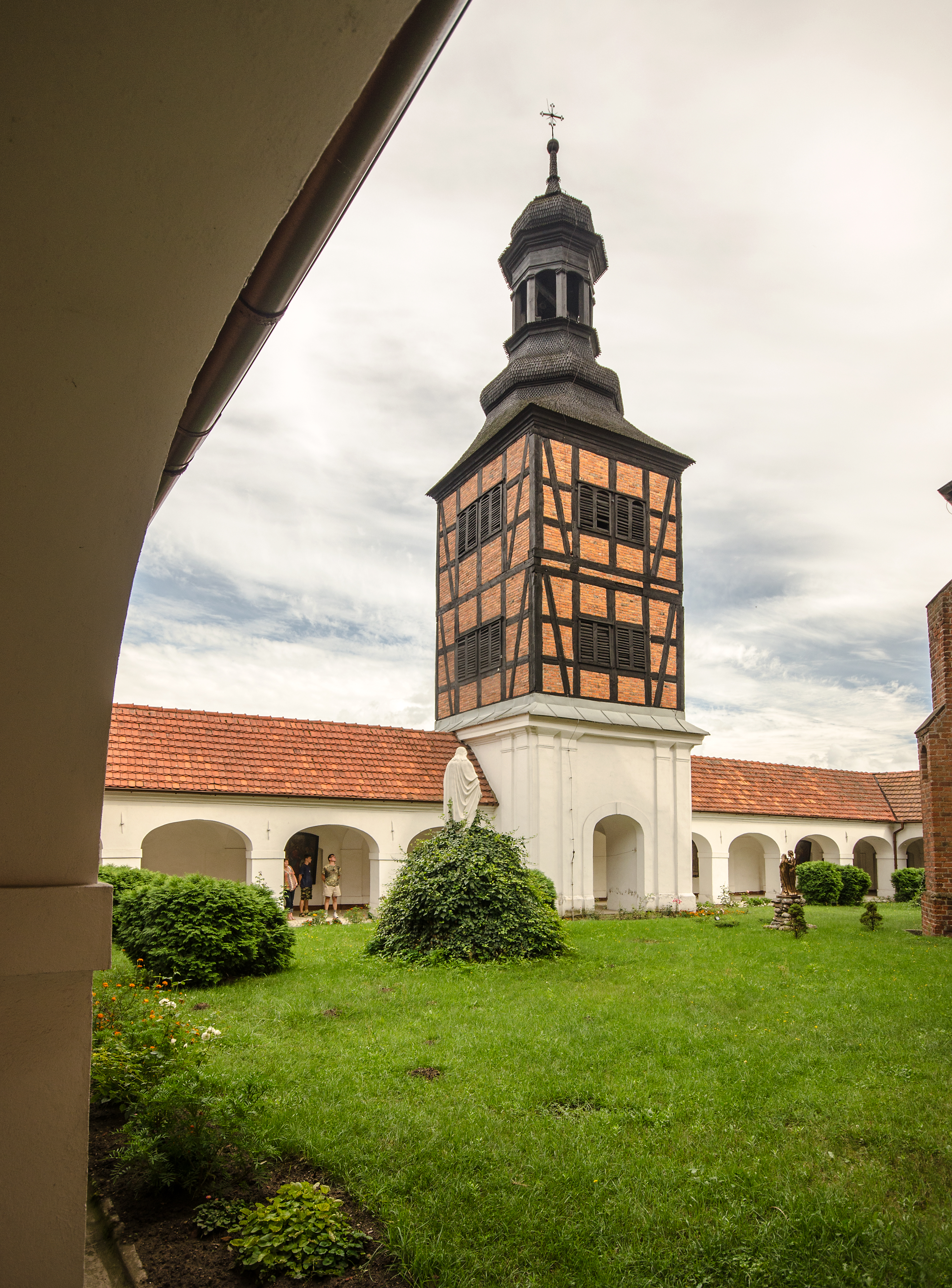
Klasztor pobernardyński
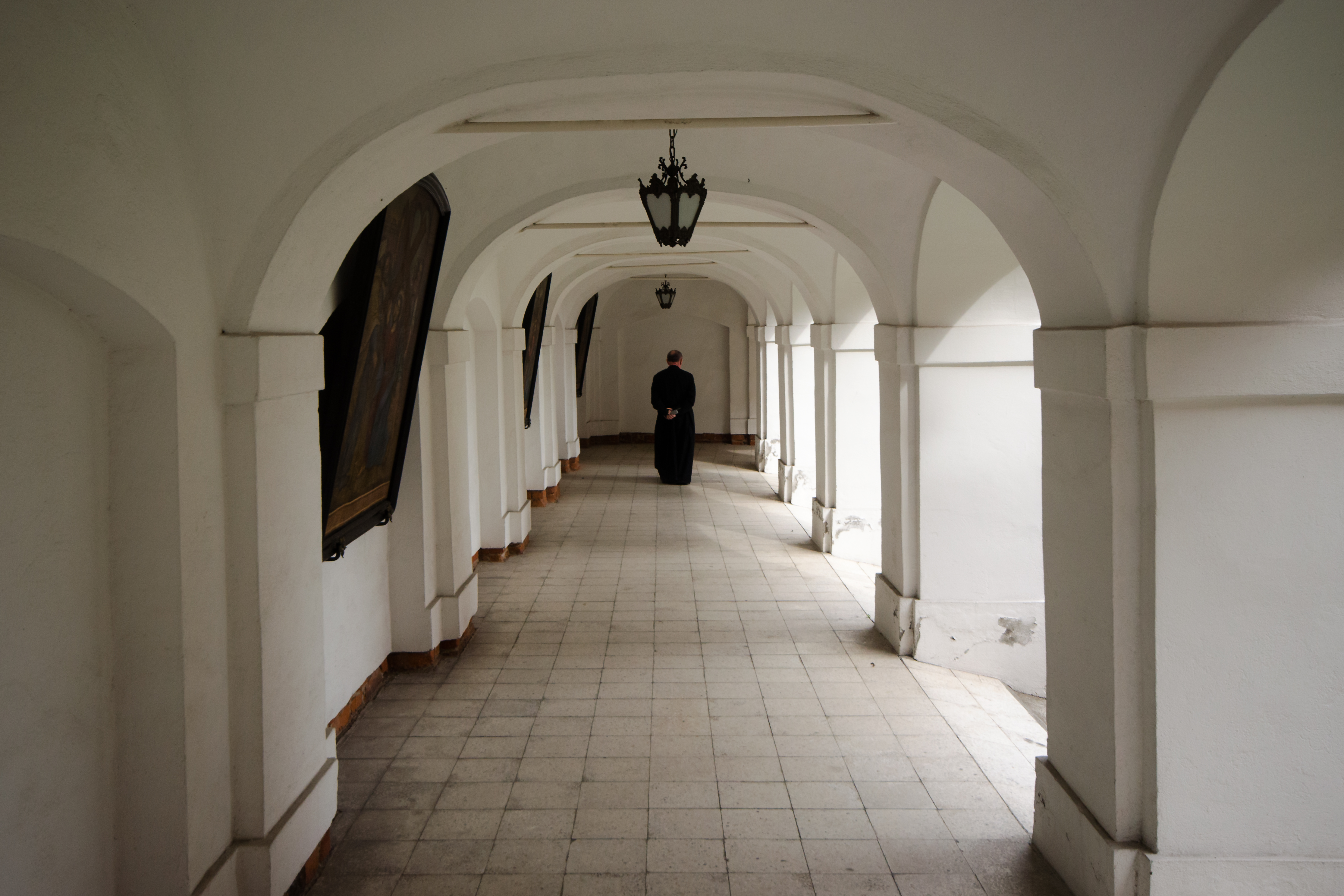
Klasztor pobernardyński
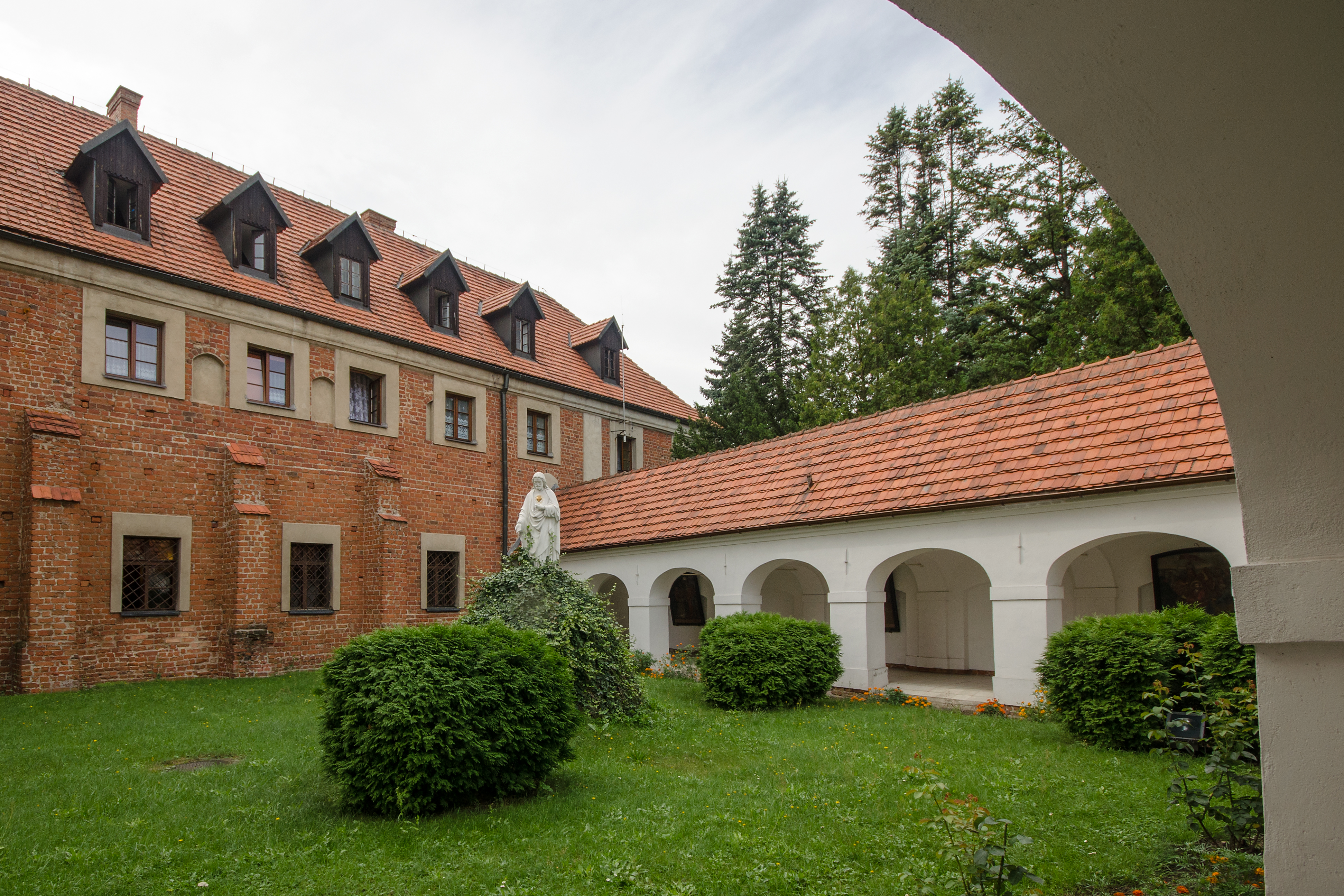
Klasztor pobernardyński
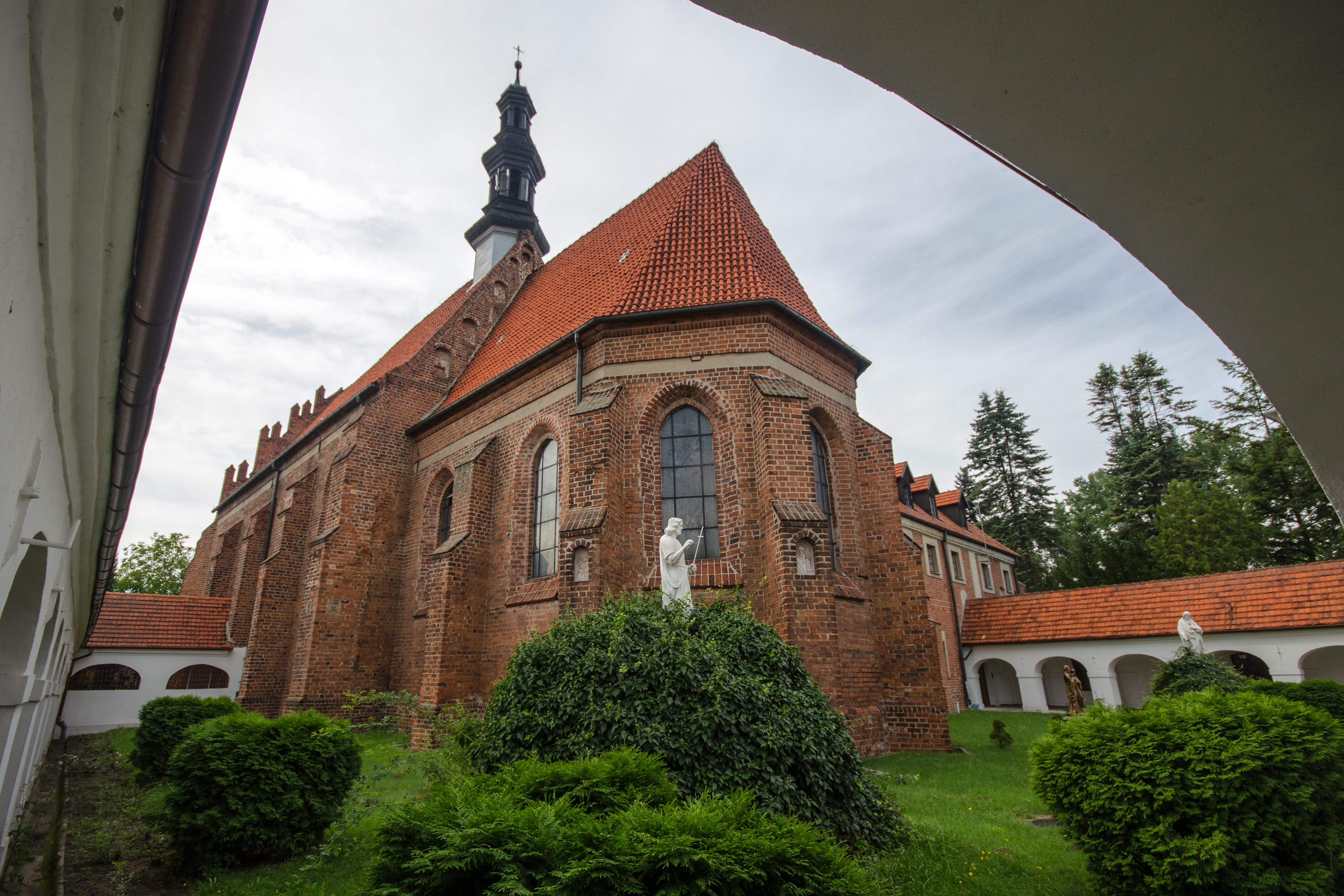
Klasztor pobernardyński
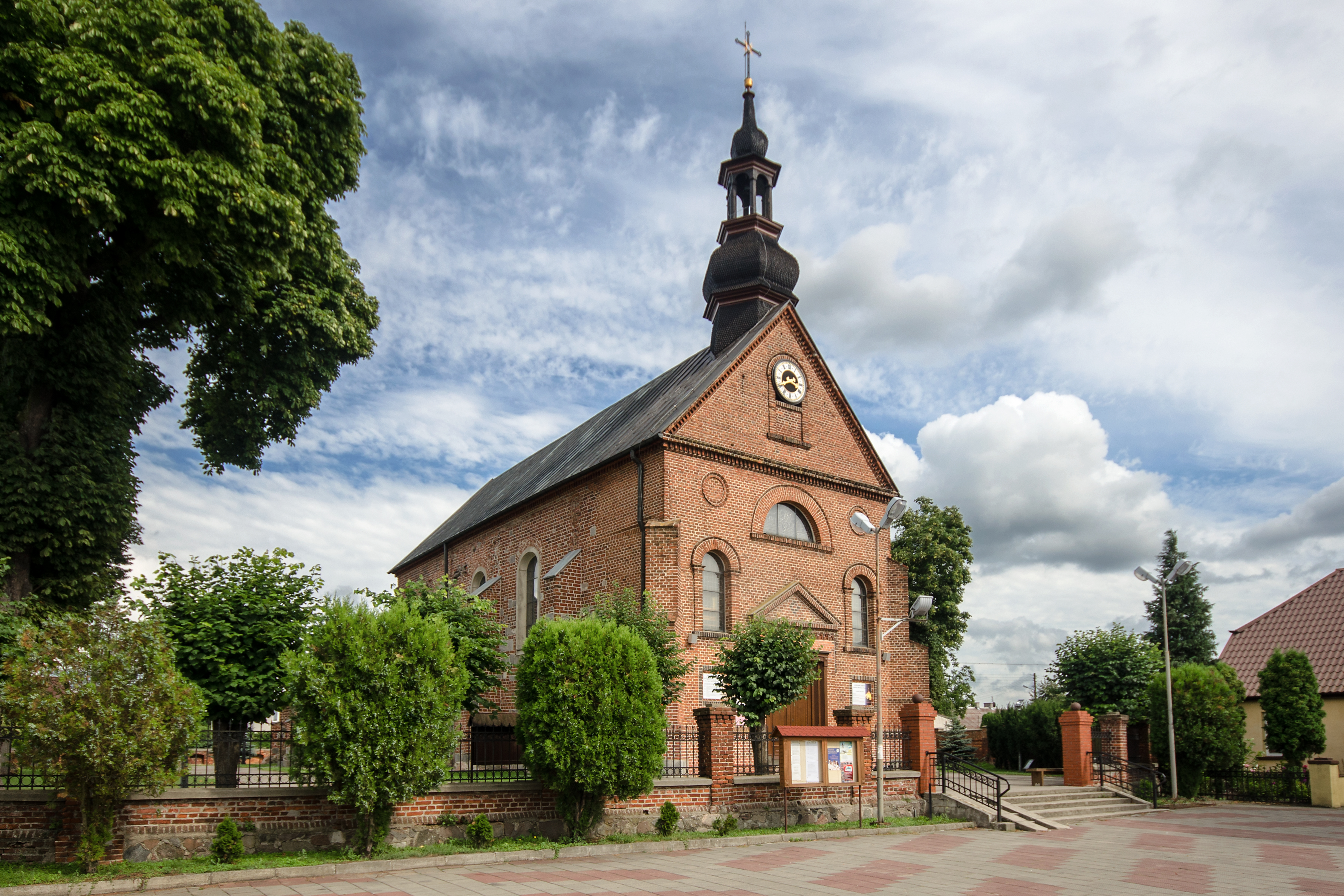
Kościół pw. św. Marcina
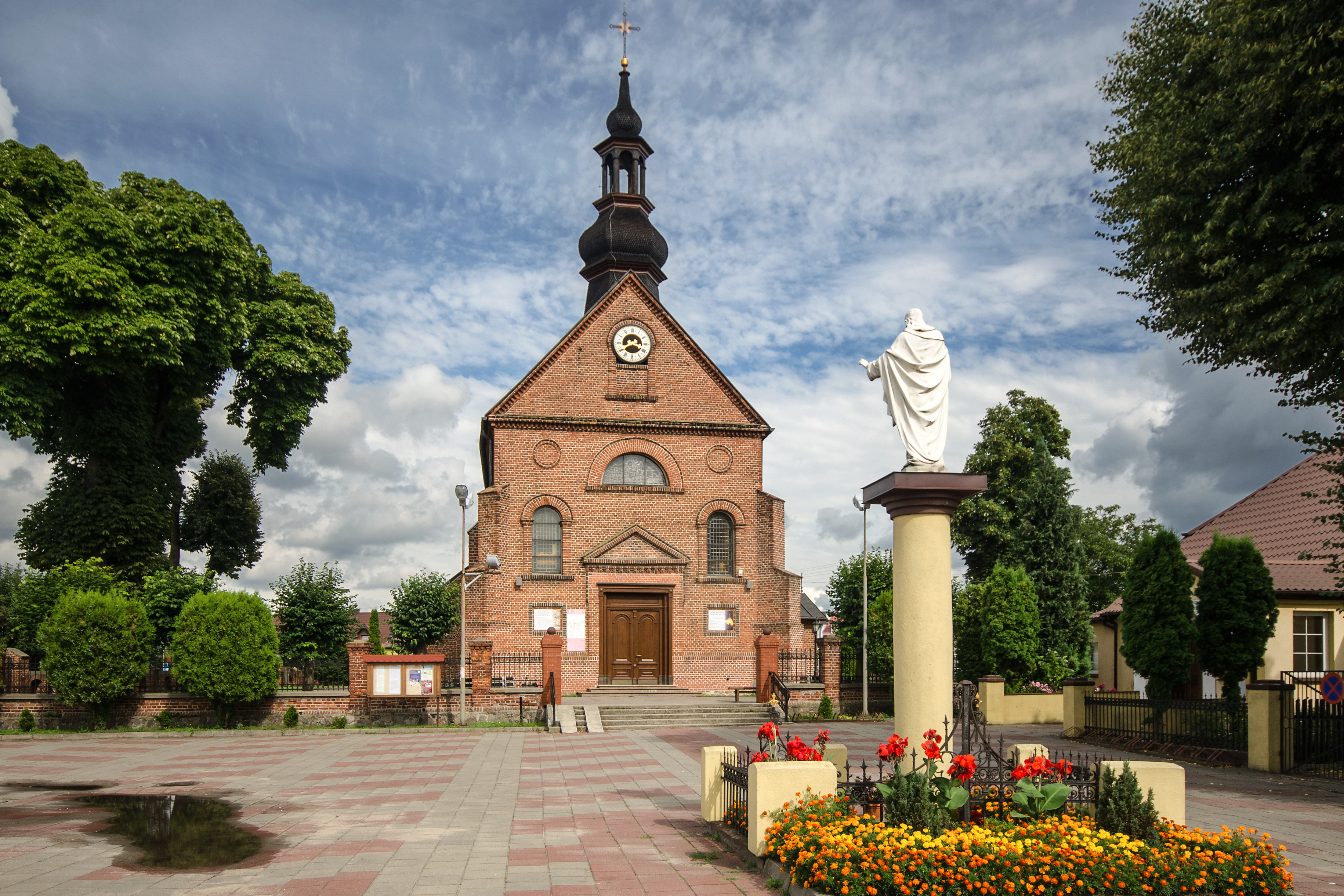
Kościół pw. św. Marcina
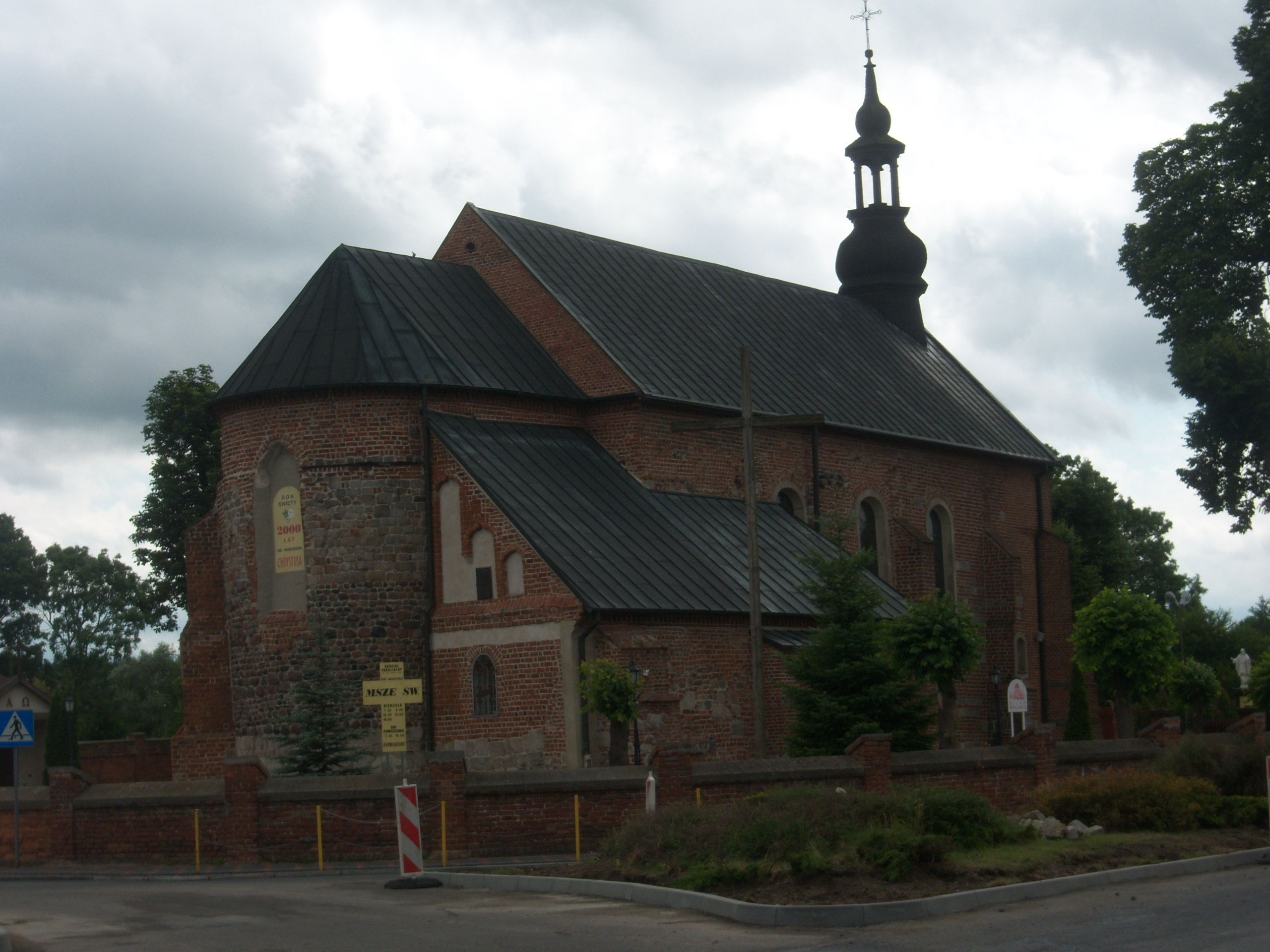
Kościół parafialny pw. św. Marcina
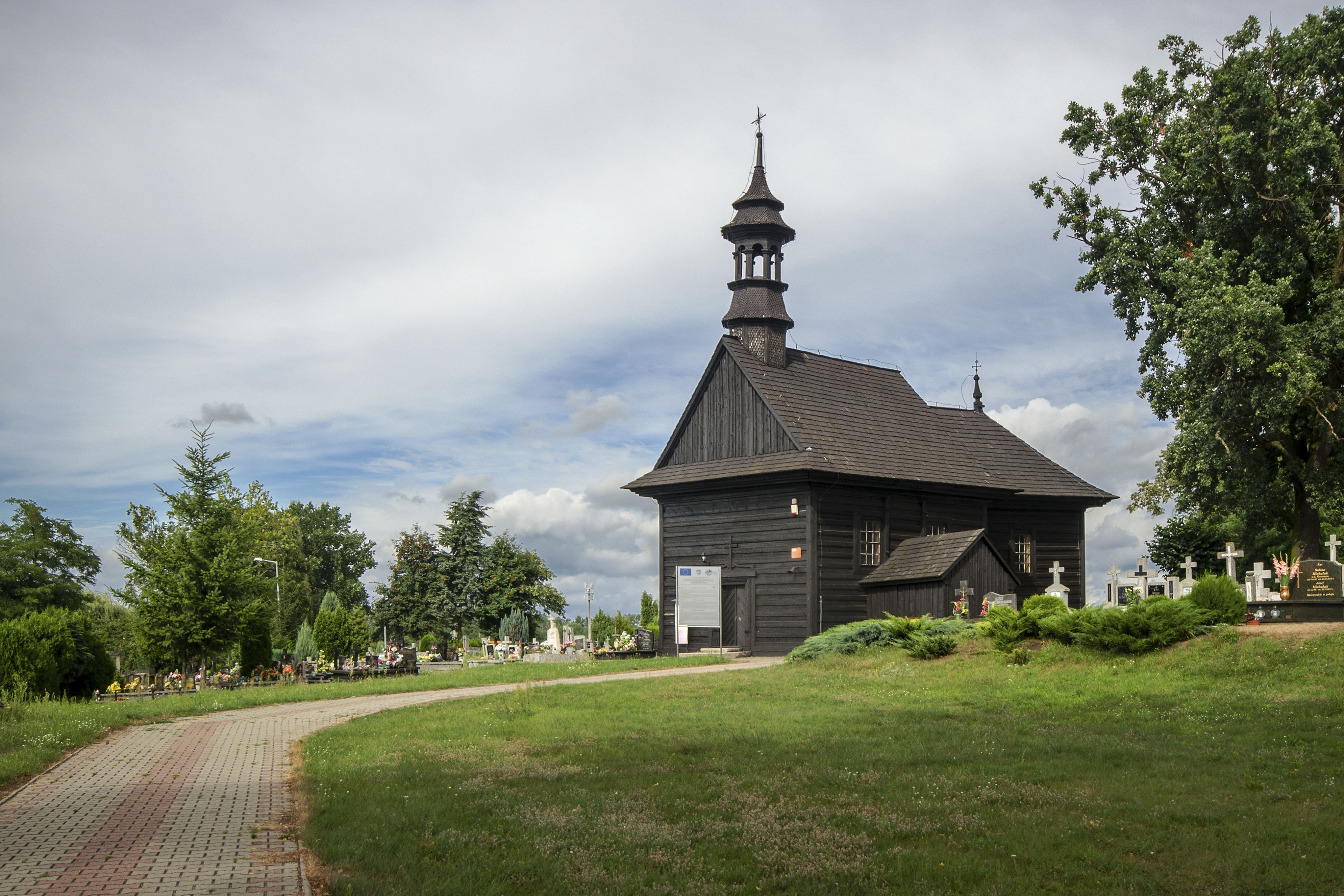
Drewniany kościół pw. św. Izaaka na cmentarzu parafialnym
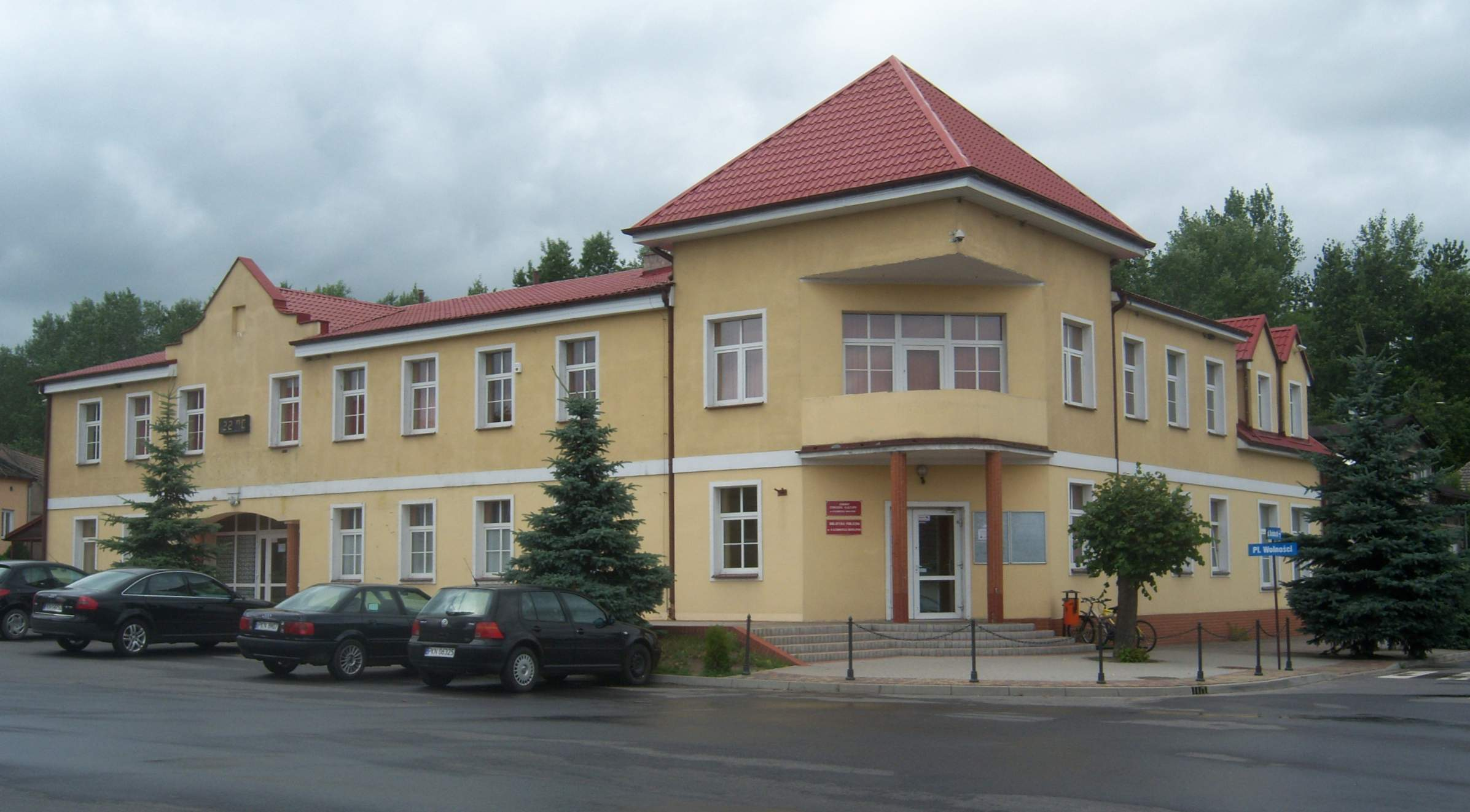
Gminny Ośrodek Kultury
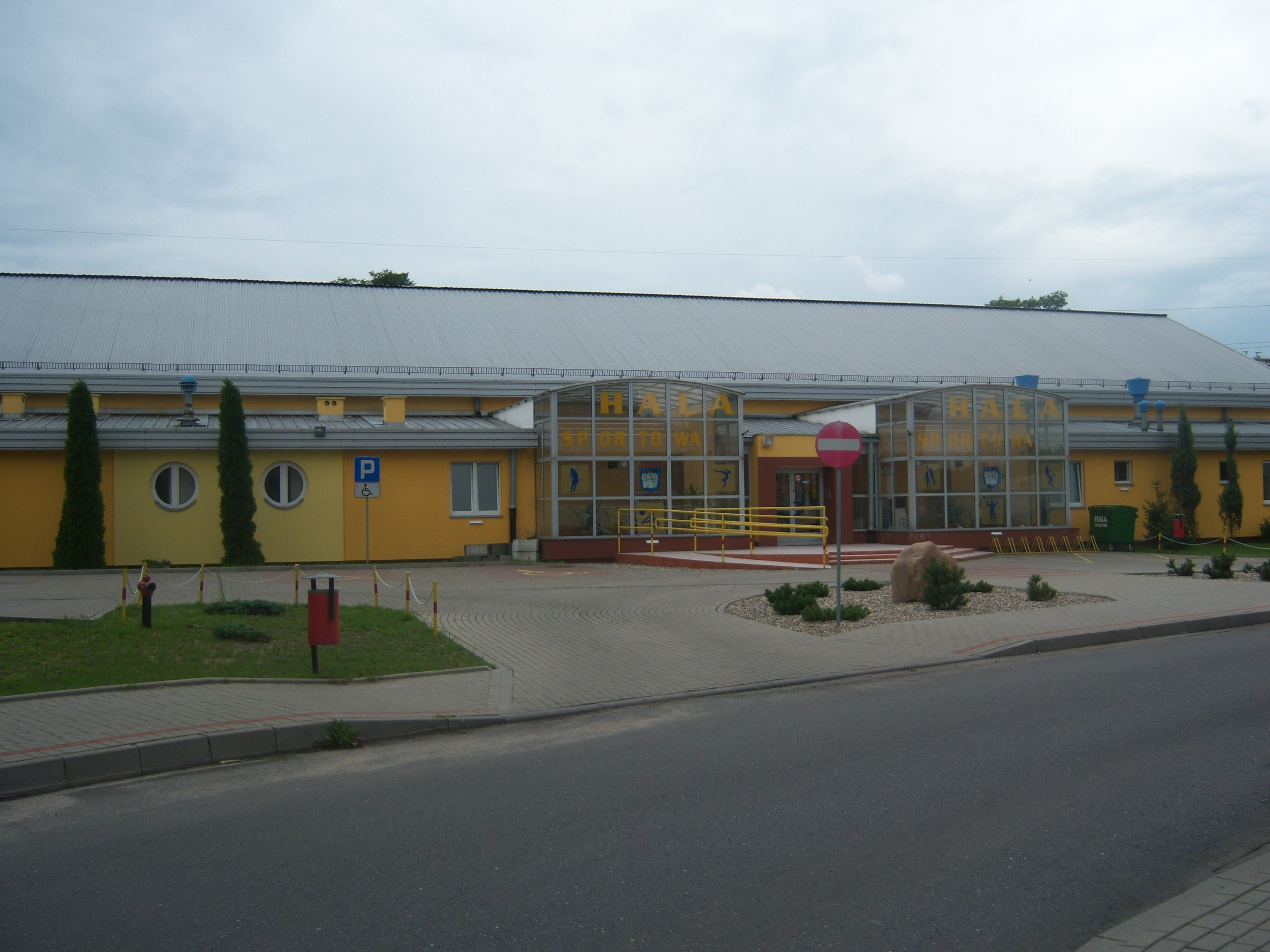
Hala sportowa
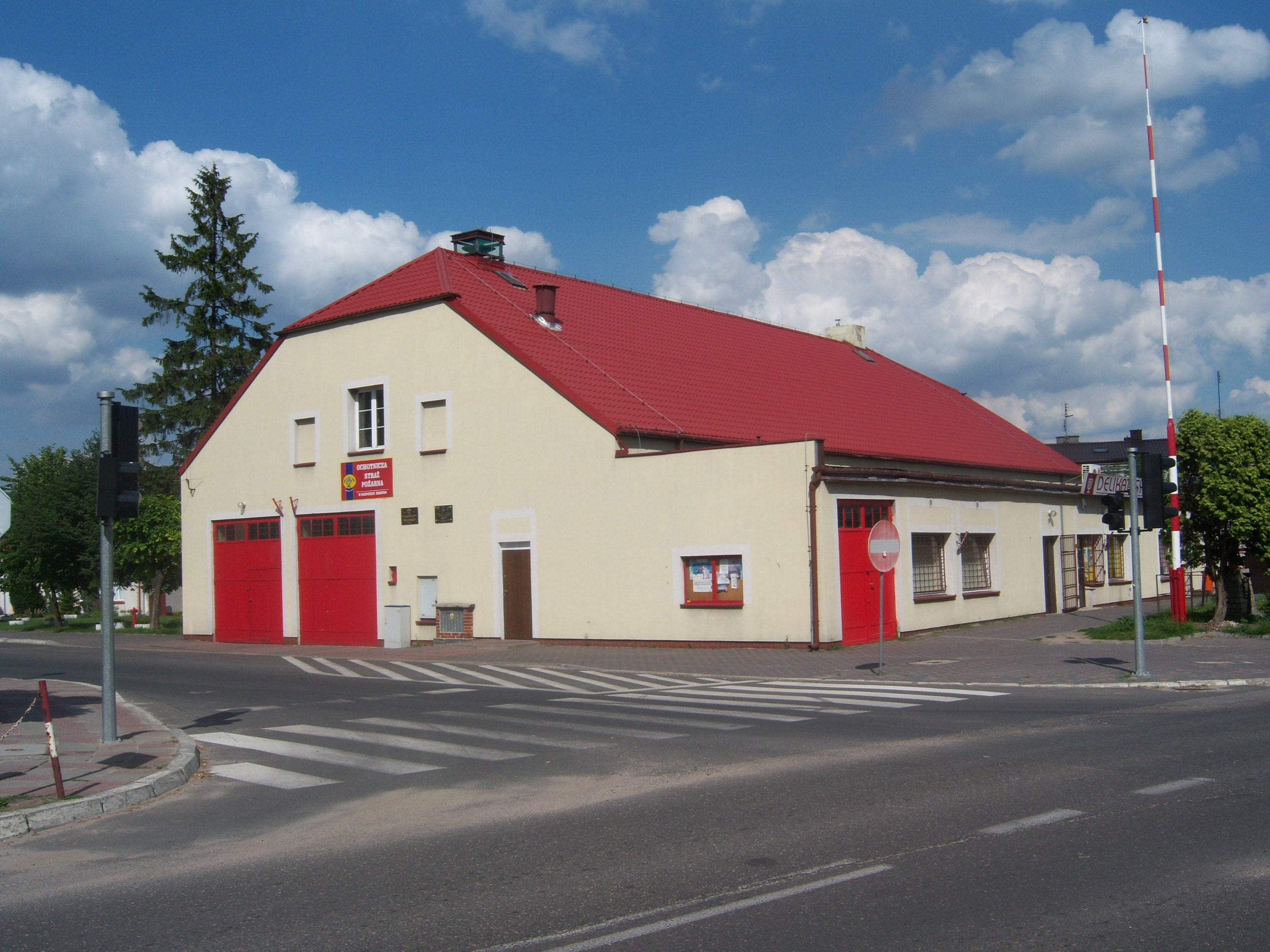
Budynek Ochotniczej Straży Pożarnej
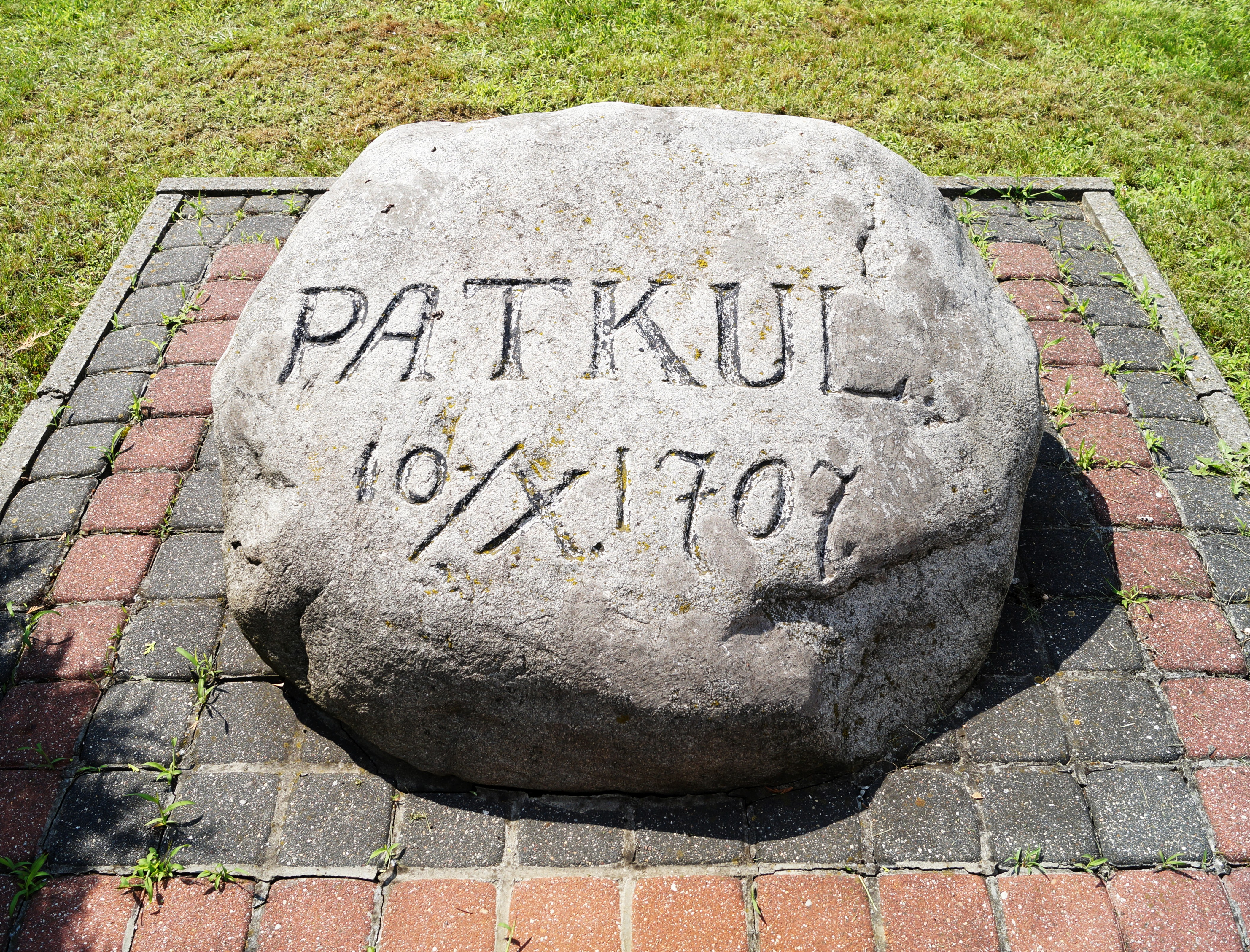
Kamień upamiętniający egzekucję Jana Reinholda Patkula
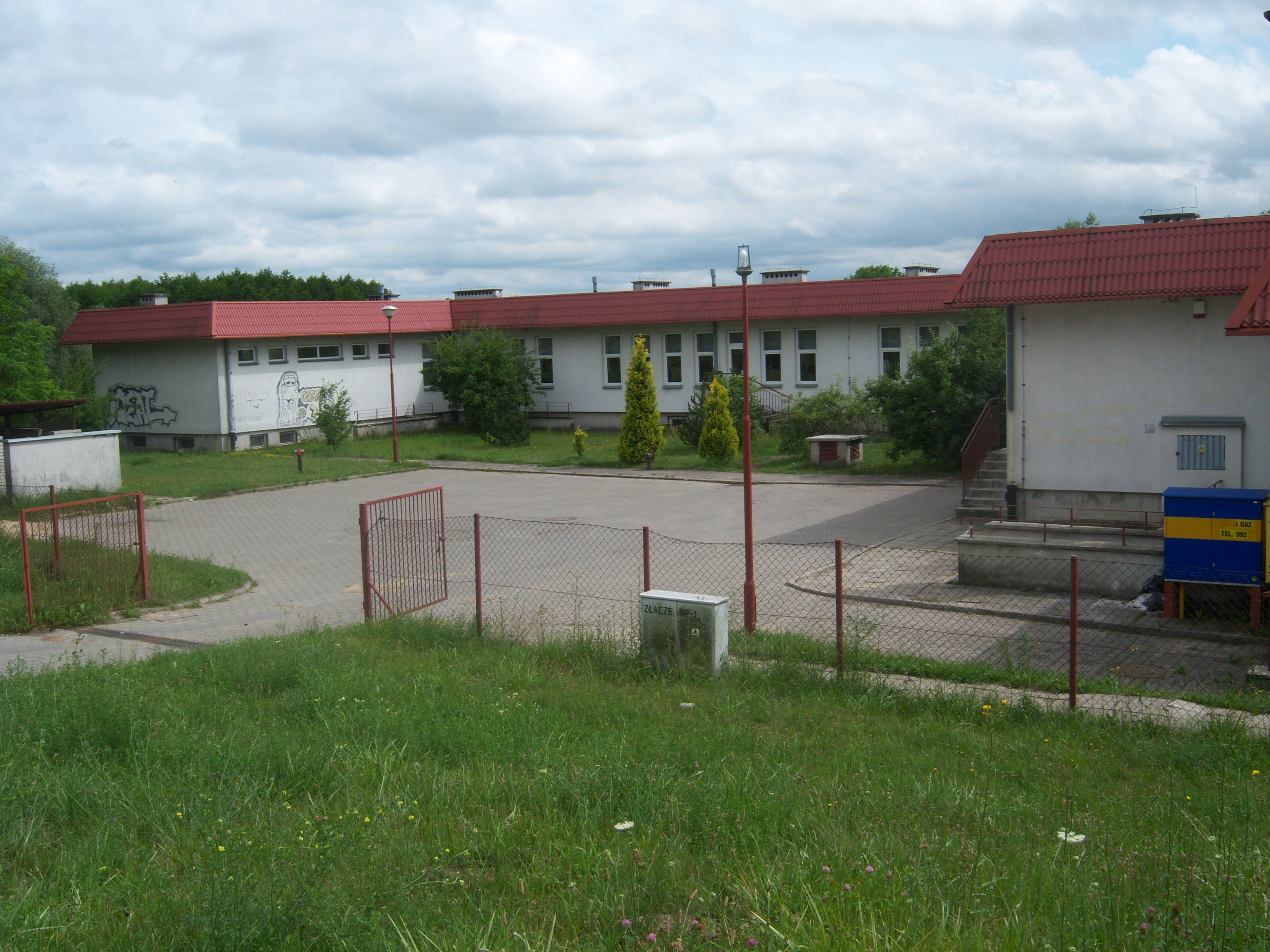
Przedszkole
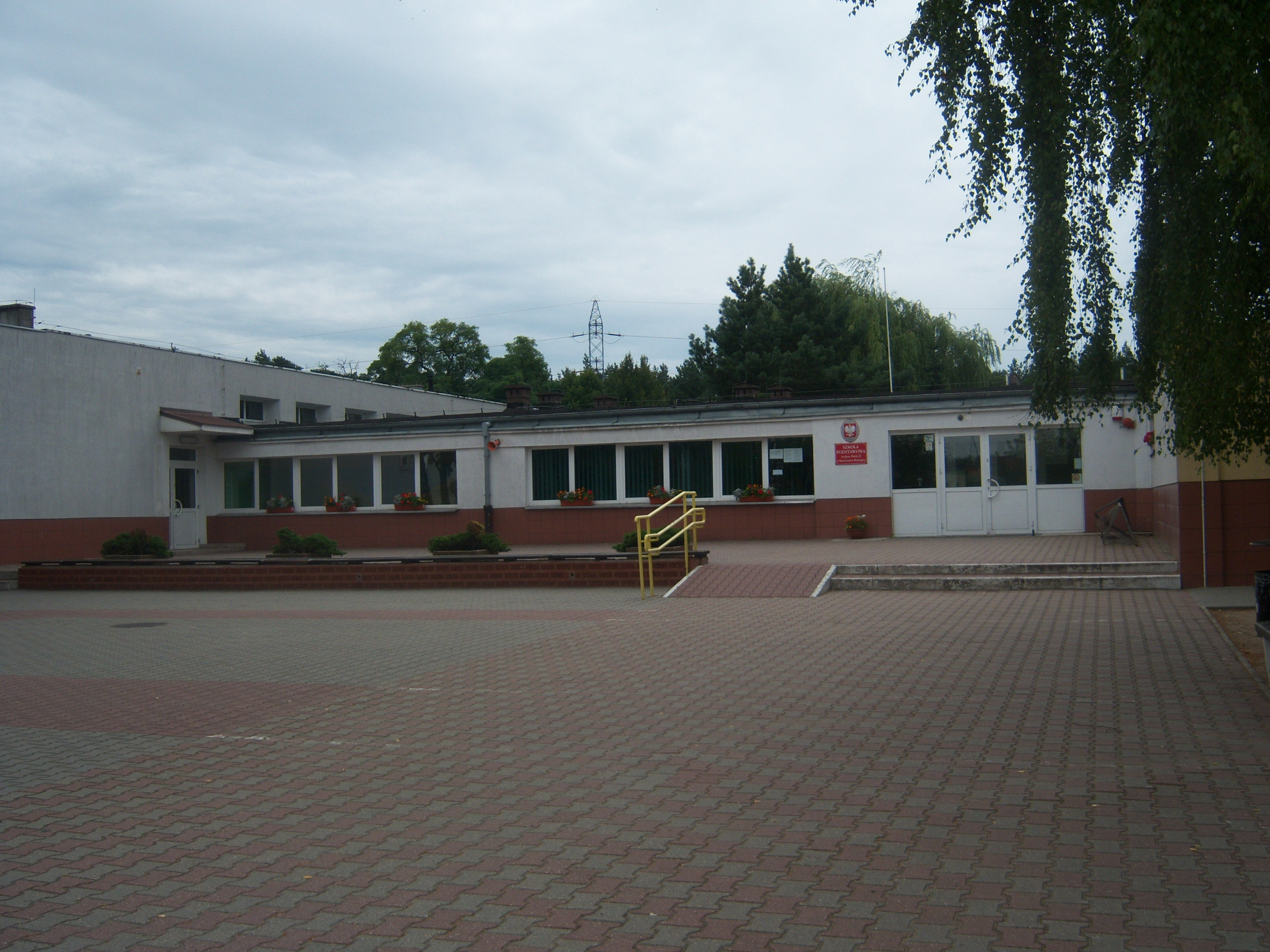
Szkoła Podstawowa im. Jana Pawła II